# Богуслав
Богусла́в — місто в Україні, в Обухівському районі Київської області. Розташоване на обох берегах річки Рось, що ділить місто навпіл.

## Назва
Варіантів походження назви міста існує декілька: географічний та історичний. У першому стверджується, що місто отримало свою назву від річки Богуславки, що впадає в річку Рось. За іншою версією, після того, як був відбитий набіг кочовиків на південні кордони Київської Русі, всі прославляли князя Ярослава Мудрого. У відповідь князь вимовив: «Богу слава!» і наказав збудувати у гирлі, тоді ще повноводної, річки Богуславки місто-фортецю, яке було назване Богуславлем.
Урбаноніми
У Богуславі нараховується понад 140 вулиць, у тому числі 36 провулків та 1 сквер.

## Населення

### Національний склад
Розподіл населення за національним складом за даними перепису 2001 року:
| Національність | Відсоток |
| -------------- | -------- |
| українці       | 95,20 %  |
| росіяни        | 3,83 %   |
| білоруси       | 0,30 %   |
| євреї          | 0,21 %   |

### Мова
Розподіл населення за рідною мовою за даними перепису 2001 року:
| Мова       | Відсоток |
| ---------- | -------- |
| українська | 96,20 %  |
| російська  | 3,53 %   |

## Історія

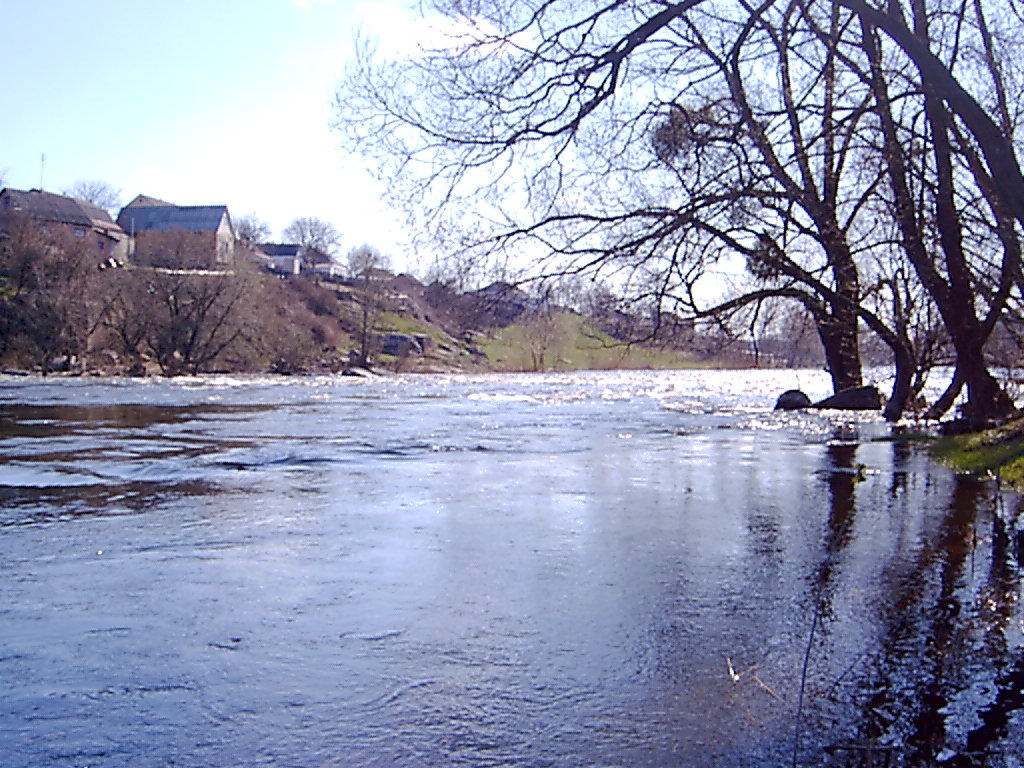
Річка Рось у Богуславі

### Археологія та давня історія
На території сучасного міста виявлено кілька археологічних пам'яток, які вказують на заселення цієї території до заснування Богуслава як міста.

### Давньоруський період
Заснування міста «Богуславль» дослідники пов'язують з будівництвом у 1032 році Київським князем Ярославом Мудрим «градів» по річці Рось. Про це йдеться у короткому повідомленні у Іпатіївському літописі проте, без називання конкретних населених пунктів. Перша згадка про Богуславль міститься в тому ж літописі під 1195 роком, коли він разом з містами Торчеськом, Корсунем та Каневом входив до добре укріпленої оборонної лінії, що пізніше були передані київським князем Рюриком Володимиро-Суздальському князеві Всеволоду (Юрійовичу) Велике Гніздо. 1240 року Богуслав був зруйнований монголо-татарськими військами.

### Литовський період
У середині XIV століття переважна більшість українських земель потрапила під вплив Великого князівства Литовського. Першою 1340 року стала Волинь, а на галицько-волинський престол було поставлено Любарта — сина великого литовського князя Гедиміна. Наступний литовський князь Ольгерд у 1355—1356 роках відвоював землі Чернігово-Сіверщини у монголів. Він вдало скористався з розробленості Орди і у 1362 році завдав поразки військам трьох татарських племен у битві на річці Сині Води. Тоді ж Київське князівство, разом з Богуславом, як і інші князівства Русі добровільно приєдналися до Великого князівства Литовського.
Українське населення не чинило опору Литві, тому що литовські князі несли визволення з-під ординського гніту, не порушували внутрішнього устрою руських земель, їх девізом було: «Ми старого не чіпаємо, а нового не запроваджуємо», що цілком влаштовувало місцеве населення. Навпаки, руські землі, які перебували на вищому рівні суспільно-політичного, культурного розвитку, справили вплив на Литву: руська мова стала у державі офіційною, тривалий час там судочинство провадилося на основі «Руської правди», руський адміністративний устрій тощо. Не випадково це нове державне утворення називали Литовсько-Руським князівством.
У 1360—1390-х роках удільний князь Володимир Ольгердович сприяв відновленню політичного життя в Київському князівстві. У 1385 році Польське королівство й Велике князівство Литовське уклали угоду про династичний союз двох держав — Кревську унію, за яким великий князь литовський Владиславом Ягайло зобов'язувався «на вічні часи прилучити свої землі, литовські й руські до корони Польської», перевести Велике князівство Литовське на католицтво і стати королем єдиної польсько-литовської держави. Кревська унія привела до фактичної ліквідації Литви як держави.
Великий литовський князь Вітовт намагався зберегти окремішність Великого князівства Литовського від Польщі. На початку XV століття, здійснюючи політику централізації, Вітовт ліквідував удільні князівства на українських землях (Волинське, Київське та інших), усунув від влади князів та призначив своїх намісників.
У 1430—1431 роках відбулося повстання литовських князів проти польського панування, під час якого утворилося Велике князівство Руське. Унаслідок поразки литовсько-руського війська 1435 року Велике князівство Литовське фактично припинило своє існування. Польський король Казимир IV Ягеллончик, побоюючись нового повстання, тимчасово відновив Київське та Волинське удільні князівства. Однак після смерті Великого князя Литовського Свидригайла він остаточно ліквідував удільні князівства, перетворивши їх на Волинське (1452 рік) та Київське (1471 рік) воєводства.

### Під Річчю Посполитою
Після Люблінської унії 1569 року Київщина увійшла до складу Речі Посполитої. З метою колонізації українських земель і зміцнення південних кордонів Речі Посполитої польський уряд вжив ряд заходів для перетворення Богуслава на добре укріплену фортецю. У 1591 році король Сигізмунд III Ваза віддав місто у володіння волинському воєводі Янушу Острозькому і дозволив його заселяти. Місту були надані привілеї: населення звільнялося на 29 років від усяких податків і поборів, у ньому ж також дозволялося проводити торги один раз на тиждень і ярмарки двічі на рік. З цього часу Богуслав став центром староства. У 1620 році він одержав магдебурзьке право і герб. На той час у містечку було 115 дворів, 15 шинків, 4 водяні млини, замок та дві поташні буди.
Населення Богуслава брало участь у повстанні під проводом Криштофа Косинського 1591—1593 років, Северина Наливайка і Григорія Лободи 1594—1596 років, Павла Павлюка і Карпа Скидана (1637), Дмитра Гуні і Якова Острянина (1638).

### Доба Хмельниччини
6 травня 1648 року у битві під Жовтими Водами було розгромлене військо, яким командував син коронного гетьмана Миколая Потоцького Стефан. Після цього розгрому основні сили польського війська почали свій відступ на захід. І вже в ніч з 15 на 16 травня 1648 року коронний гетьман Речі Посполитої Миколай Потоцький наказав своїм військам вирушати у бік Богуслава. 16 травня 1648 року відбулася Корсунська битва, результатом якої стало знищення основної частини польського війська, а коронний гетьман Миколай Потоцький разом з польним коронним гетьманом Марціном Калиновським та решта вцілілого польського війська потрапили у полон, згодом Потоцький виданий Богданом Хмельницьким кримському ханові. Після двох років визволений за великий викуп, аби помститися за загибель сина Стефана і його війська у Корсунській битві, наказав зруйнувати м. Корсунь.
Цих дві значних перемоги Богдана Хмельницького дали певний поштовх для початку загального селянсько-козацького повстання, яке пізніше переросло у національно-визвольну війну українського народу проти Речі Посполитої. Чисельна більшість міщан Богуслава приєдналися до козацько-селянських загонів гетьмана Хмельницького та брала активну участь у цих подіях.
У 1648 році в місті базувався полк Черняхівського, котрий входив до складу військ Речі Посполитої. Під час бойових дій цей полк був знищений загоном Максима Кривоноса і 6 червня 1648 року козацько-селянські загони гетьмана Хмельницького через Корсунську браму увійшли до Богуслава.
Богуслав на той час являв собою невеличке містечко, обгороджене палісадом з трьома брамами: у гирлі річки Карячинки — Корсунська, у гирлі річки Богуславки — Білоцерківська та біля торговиці — Канівська брами. Місцеве населення займалося тоді переважно хліборобством, ремісництвом та торгівлею. На Зароссі, на величному пагорбі над Россю, знаходився замок, що був обнесений палісадом, земляним валом та глибоким ровом. У самому замку було 10 гаківниць, 4 мушкети та чимала залога. Саме богуславський замок Богдан Хмельницький обрав для своєї тимчасової резиденції.
Зі своєї тимчасової богуславської резиденції гетьман Хмельницький 8 червня 1648 року надіслав листи до московського царя Олексія І, у якому просив допомоги у Московії у визвольній війні українського народу. Улітку 1648 року в замку Хмельницький приймав патріарха Єрусалимського Паїсія, який прибув до нього на перемовини, а у червні 1654 року там урочисто приймав антіохійського патріарха Макарія, що повертався з Московії.
Макарій з сином Павлом та своєю свитою човном переправилися через невелику річку Сваволку на острів, де стояла дерев'яна Покровська церква, а звідти на лівий берег Росі, де патріарха зустрів Богдан Хмельницький разом з козацькою старшиною та місцевим духовенством. Разом оглянули замок, а потім повернулися на острів, де на честь патріарха Макарія була дана урочиста аудієнція.
Ось як пізніше описав цю зустріч і місто син патріарха: «Наблизилися до великого міста з укріпленнями та цитаделлю на ймення Богуслав. Переправилися на човнах через велику річку Рось. Усі шестеро ченців вже чекали на нас у святковому вбранні, з хоругвами, хором та місцевим людом. Прапор христолюбивого Зиновія було на чорній та жовтій матерії зі смугами та піднятим над ним хрестом… Він під'їхав до міської брами з великим почтом, серед якого його не міг ніхто упізнати. Усі були гарно одягнуті та з коштовною зброєю, а він був одягнутий у простий одяг та носив малоцінну зброю…».
Богдан Хмельницький ще не раз бував на Богуславщині. Так влітку 1654 року між селами Хохітва та Івки, на так званому «Чернечому хуторі», тривалий час розташовувався його військовий табір. 22 лютого, 26 лютого та 11 березня 1655 року Хмельницький надіслав з Богуслава листи московському цареві Олексію І про бій під Маньківкою та наступ татар на Умань, а також писав патріарху Никону, щодо бажання населення Правобережжя продовжувати визвольну боротьбу разом з московським народом. Згодом перебуваючи у Богуславі, гетьман Хмельницький видав два універсали — від 2 червня 1655 року № 101 «Про закріплення Феодосія Софоновича ігуменом Київського Михайлівського Золотоверхого монастиря» та від 1 травня 1656 року № 120 «Про закріплення Батуринським Крупицьким монастирем млина у Липовому».
За «Реєстром Війська Запорозького 1654 року» до складу Білоцерківського полку входило 19 міст та містечок, у тому числі й сотенне місто Богуслав, де мешкало 610 козаків та 59 міщан.
За Андрусівським перемир'ям 1667 року між Московським царством та Річчю Посполитою Богуслав відійшов до останньої. Протягом XVI—XVII століть Богуслав зазнав численних нападів з боку кримських татар та турків. 1678 року Юрій Хмельницький за підтримки османського та татарського війська зруйнував Богуслав, а місцеве населення віддав у ясир своїм союзникам — туркам.

### Створення та діяльність Богуславського полку
На початку 1684 року король Речі Посполитої Ян III Собеський у своєму універсалі до правобережного козацтва дозволив йому колонізувати українські землі, за умови визнання «протекції нашої і Речі Посполитої». Трохи згодом Ян III Собеський конкретизує свої слова, надаючи козацтву право селитися в межах території «…коло Корсуня, коло Черкас, коло Чигирина, коло Лисянки, понад Тясминем, понад Тікичем і коло Умані», тобто селитися навколо колишніх полкових міст, який першочергово мав на меті охорону та господарське освоєння земель розореного тривалими війнами українського Правобережжя.
Черговий сейм, скликаний на початку 1685 року, своєю постановою від 16 лютого 1685 року підтвердив законність королівського універсалу щодо відновлення козацтва на Правобережній Україні. Завдяки цьому універсалу місто почало поступово відбудовуватися.
У 1685 року Богуслав був зайнятий військом козацького полковника Самійла Самуся. 6 травня 1686 року у Москві підписаний мирний договір між Річчю Посполитою та Московським Царством про розділ Гетьманщини, за яким Південна Київщина, дуже спустошена османсько-татарськими та московськими нападами, мала стати нейтральною територією між Московією та Річчю Посполитою. Невдовзі у Богуславі був створений Богуславський полк — це військовий підрозділ правобережного козацтва, створений у складі польського війська, згідно з королівським привілеєм Яна III Собеського за участь у Віденській битві і відтоді Богуслав став полковим містом. Самійло Самусь за весь час існування полку був його єдиним полковником, а 1692 року був призначений польським сеймом наказним гетьманом Правобережної України. У 1685—1692 роках Самійло Самусь сприяв відбудові Свято-Миколаївського монастиря на Зароссі та богуславського замку.
1699 року польський сейм ухвалив рішення щодо остаточної ліквідації козацтва на Правобережжі і оголосив про розпуск козацьких полків та скасування посади наказного гетьмана. Взимку 1702 року полковники фастівський Семен Палій, богуславський Самійло Самусь, брацлавський Андрій Абазин та корсунський Захар Іскра зібрали козацьку раду у Фастові, яка ухвалила закликати народні маси до антипольського повстання. У червні 1702 року повстання розпочалося збройними виступами на Поділлі, Брацлавщині та Волині й невдовзі охопило Київщину, яке не оминуло й Богуслав. 1703 року польське військо завдало поразки селянсько-козацькому повстанню, 1704 року залишки козацького війська перейшли на лівий берег Дніпра, де об'єдналися з військом російського царя і після того, Богуславський полк припинив своє існування.
У січні-березні 1711 року мешканці Богуслава приєдналися до війська гетьмана Пилипа Орлика, під час військового походу на Правобережжя з метою визволення цієї території від російських військ та відновлення гетьманської влади.
У 1711—1712 роках російською владою, за наказом російського царя Петра І, більшу частину козаків та цивільних мешканців міста було насильно переселено на Лівобережжя. У 1712 році місто знову підпало під владу Речі Посполитої.

### Гайдамацький рух

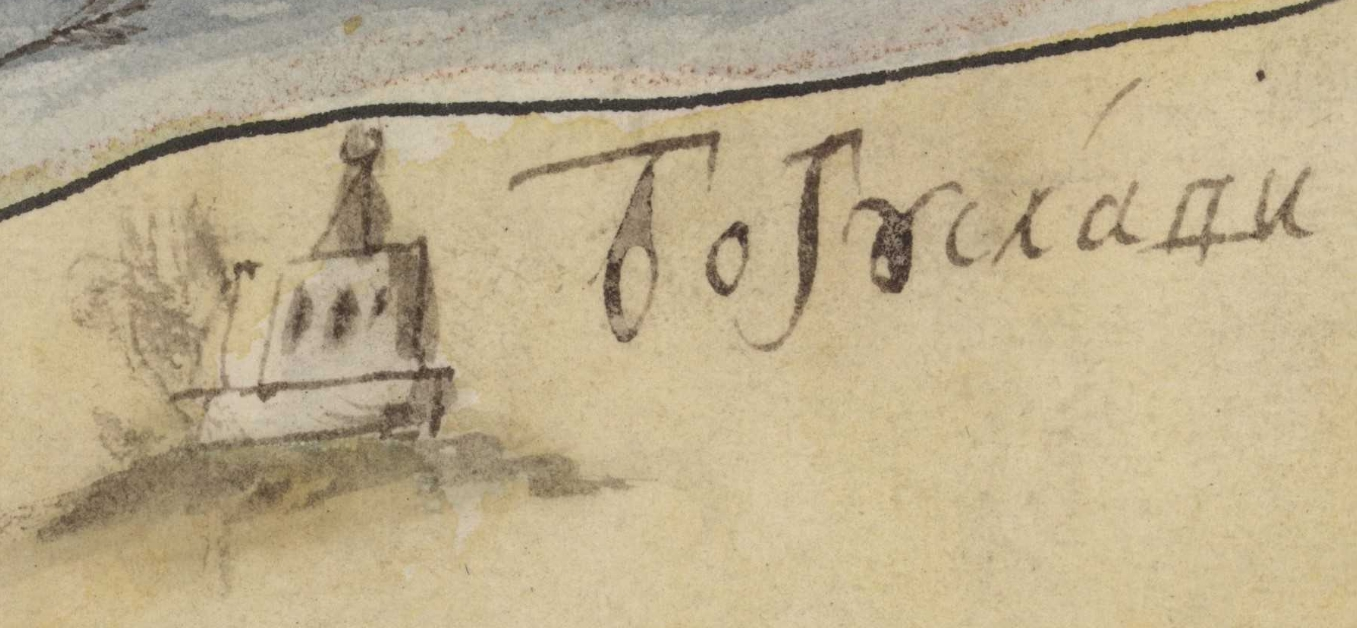
Богуслав на карті XVIII століття

Протест народних мас проти посилення польського гноблення виливався у різні форми: втечі селян, погроми маєтків, убивства поміщиків, орендарів, масові народні повстання. Багато загонів повстанців у XVIII столітті дістали назву гайдамацьких, їх учасників називали гайдамаками.
Населення Богуславщини також не стояло осторонь цих подій і брало активну участь у гайдамацькому русі 1740—1750 років. Тут діяли загони повстанців під керівництвом Деркача, Лоба, Щученка, Гриви, а пізніше Блакитенка, Невінчаного, Беркута та Середи. 1750 року під Богуславом знаходилися загони Івана Подоляки та Олексія Письменного.
Найбільшого розмаху гайдамацький рух набрав у 1768 році. Це повстання увійшло в історію під назвою «Коліївщина». У червні 1768 року Максим Залізняк зі смілянським полковником Семеном Шилом підійшов до Богуслава. Богуславські осавули Кушнір, Гладкий, Радченко та Червоноященко, що знаходилися на службі у шляхти зі своїми підрозділами перейшли на бік Залізняка й відкрили його військам замкову браму. В замку Залізняк провів нараду із своїми побратимами та сили повстанців розділившись на декілька груп, вирушили у різних напрямках. Але, як і раніше, повстанські загони діяли поодиноко та не мали спільного керівництва, тому польська шляхта та царські війська спільними зусиллями придушили повстання. Проте рух не припинився.
Коліївщина показала політичну ситуацію у тодішній Речі Посполитій. Влада у Польщі сконцентрувалась в руках польських магнатів, а ось централізованої абсолютистської держави не було. Ця держава постає вже надто залежною від думки своїх сусідів. Ці причини призвели до трьох поділів Речі Посполитої.
Після першого поділу Речі Посполитої 1772 року Богуславське староство залишається під владою Речі Посполитої та 1775 року переходить в дідичне право польському королю Станіславу-Августу Понятовському, яке той у 1777 році дарує своєму племінникові — князю Станіславу Понятовському, а той, у 1785 році за 4 мільйони злотих продає його графу Ксаверію Браницькому. Документально угоду купівлі-продажу було оформлено у 1799 році.

### У складі Російської імперії
За другим поділом Речі Посполитої 1793 року Богуслав разом з усією Правобережною Україною увійшов до складу Російської імперії.
У 1796—1837 роках Богуслав був центром Богуславського повіту Київської губернії, а після переведення усіх повітових установ до Канева 1837 року колишнє повітове місто стало позаштатним. Більша частина населення міста займалася землеробством, решта — ремеслом та торгівлею. Богуслав був важливим торговим центром, в якому налічувалося 112 купців та було 56 кам'яних і дерев'яних крамниць. На ярмарках продавали товари, привезені з Києва, Жмеринки, Бердичева, Фастова та інших міст. Серед ремісників особливо славились кушніри, які виробляли широковідомі богуславські кожухи. З підприємств тут було 11 млинів, 12 кузень і пивоварний завод, побудований у 1791 році.
Під час французько-російської війни 1812 року населення Богуслава взяло активну участь у боротьбі з Великою армією імперії Наполеона. 50 мешканців Богуслава поповнили лави народного ополчення, а понад 350 місцевих козаків поповнили лави нерегулярних козацьких військ, у складі російської імператорської армії.
1823 року у Богуславі дислокувався 18-й єгерський полк, серед офіцерів якого були активні учасники руху декабристів, зокрема, капітан В. Норов (1793—1853) — член Васильківської управи «Південного товариства» та «Союзу благоденства».
Щодо розвитку освіти у Богуславі на початку XIX століття, то у 1818 році в місті діяли повітове, духовне та парафіяльне училища. У 1828 році повітове і духовне училища об'єдналися в одне, яке існувало до 1900 року. В цьому училищі у 1847—1852 роках навчався, а згодом працював учителем словесності, географії та арифметики класик української літератури письменник-реаліст І. С. Нечуй-Левицький.
У 1846 році в місті спалахнула велика пожежа, через яку центр міста вигорів майже вщерть і відтоді Богуслав остаточно втратив статус міста та увійшов до складу Канівського повіту як волость. Незважаючи на це, Богуслав продовжував зростати як промислово-ремісничий і торговий центр. У 1835 році у місті спорудили свічковий завод, 1858 року — меблеву фабрику. Розвивалися й ремесла. В місті налічувалося 72 ремісники різного фаху: кравці, шевці, ковалі, столяри та інше. У 1830-х роках Богуслав став одним із значних центрів хлібної торгівлі. Щорічно з повіту вивозилося близько 37,8 тисяч тонн хліба.
Селянська реформа 1861 року російського імператора Олександра II надала широких прав поневоленим народам, зокрема, полякам та українцям. Через бідність місцевих мешканців, громадою міста було відхилено установну грамоту, прийняту під час селянської реформи 1861 року й вимагали аби тимчасові земельні ділянки для ведення сільського господарства надавалися без викупу.
Місцеве населення не стояло осторонь подій 1863 року, зокрема, Богуслав став одним з осередків, на теренах Київській губернії, з підготовки польського повстання проти панування Російської імперії. Аби придушити невдоволення селянства, київський генерал-губернатор у червні 1862 року наказав надіслати у Богуслав резервний батальйон Житомирського 56-го піхотного полку, що розташовувався в Києві. Довідавшись про це, військовий, громадський діяч Російської імперії підполковник Андрій Красовський 17 червня 1862 року прибув до табору батальйону, де розкидав власно написану прокламацію, у якій закликав солдат не брати участі у придушенні селянських заворушень. Андрія Опанасовича Красовського було заарештовано та засуджено до смертної кари, заміненої згодом 12 роками каторги, яку він відбував у Нерчинську, де й помер.
У післяреформений період у Богуславі з особливою інтенсивністю зароджувалися комерційні відносини між різними підприємцями. Виникли нові промислові підприємства, зокрема, суконна фабрика Мордко Юзефова та 1866 року — воскобійна фабрика, ґуральня Хаї Немировської, реконструювали пивоварний завод.
У 1874 році став до ладу машинобудівний завод, що виготовляв та ремонтував устаткування для цукрових заводів. Продовжувало розвиватися й ремесло. 1872 року тут налічувалося 1096 дворів з населенням 6694 особи, серед яких було 615 ремісників. У другій половині XIX століття Богуслав залишався одним із значних торгових центрів Канівського повіту. У місті щорічно відбувалося 8 ярмарків, на які прибувало до 10 тис. осіб, не лише місцеві, але й купці з Полтавської, Катеринославської та інших губерній. Тут продавались хліб, шкіра, риба, сіль, сало, худоба, коні. Товарообіг ярмарків був близько 0,1 млн крб. Крім того, двічі на тиждень відбувались торги.
Станом на 1885 рік у колишньому власницькому містечку, центрі Богуславської волості, мешкала 8451 особа, налічувалось 1018 дворових господарств, існували 2 православні церкви, костел, 3 синагоги, духовне училище, школа, 3 постоялих двори, 18 постоялих будинків, 181 лавка, 2 суконні фабрики, ґуральня, пивоварний та чавунний заводи.
За переписом 1897 року кількість мешканців зросла до 11372 осіб (5533 чоловічої статі та 5839 — жіночої), з них: 7445 (або 66 % населення міста) — юдеї, 3690 — православні, 237 — інших віросповідань.
На початку XX століття тривало зростання промисловості та торгівлі. Так, 1910 року у Богуславі налічувалося 6 виробничих підприємств і вже за три роки тут діяли три суконних фабрики, машинобудівний, пивоварно-медовий та цегельний заводи, цукерня та три млини. Розпочалося будівництво електростанції. На той час у Богуславі мешкало близько 20 тисяч осіб. Працювала одна земська лікарня на 20 ліжок, де працювали три лікарі та шість фельдшерів.
Освіта була доступна лише заможним верствам населення. 1862 та 1882 роках в місті відкрилося дві однокласних школи, в яких 1898 року навчалося 155 учнів та працювали два вчителі.
Напередодні першої світової війни з Миронівки до Богуслава прокладено залізничну колію.

### 1917 рік: повалення монархії та наслідки жовтневого перевороту
1917 рік був багатим на події. Так, події лютневої революції у лютому—березні 1917 року призвели до повалення монархії у Російській імперії та утворення у Петрограді Тимчасового уряду Росії на чолі з Олександром Керенським. Згодом у Богуславі виникли місцеві органи Тимчасового уряду. Тоді ж у місті було створено Раду робітничих, солдатських та селянських депутатів, що взяла під контроль маєток удільного відомства і звернулася до робітників, солдат та селян із закликом до згуртування навколо Ради. Власники ткацьких майстерень Богуслава у відповідь на вимогу робітників про підвищення заробітної плати, погрожували закриттям майстерень та передачу усієї роботи кустарям для доморобництва.
Згодом, після жовтневого перевороту 1917 року, у Богуславі був створений військово-революційний комітет. На підприємствах міста було запроваджено восьмигодинний робочий день, підіймалося питання про підвищення заробітної плати.

### У вирі воєнних подій 1918—1921 років
Червона армія окупувала Богуслав у січні 1918 року. Вже у березні 1918 року за результатами Брест-Литовського мирного договору Богуслав повертається під контроль УНР за підтримки німецьких та австро-угорських військ. У червні—серпня 1918 року вибухнуло Звенигородсько-таращанське повстання за відновлення Української Центральної Ради проти Української Держави та його австро-німецьких союзників. У повстанні активну участь брали й богуславці. Після краху Гетьманату у грудні 1918 року місто захопили війська Директорії УНР. На початку 1919 року на Правобережжі були розгромлені війська Директорії, і станом на весну 1919 року територія Правобережної України знову була окупована більшовиками.
У квітні 1919 року козаки Медвинського антибільшовицького повстання під керівництвом отамана Зеленого захоплюють Богуслав, вбивають 50 більшовиків, беруть заручників і наприкінці квітня 1919 року відновлюють українську владу у місті. На початку липня 1919 року 6-й Корочанський полк другої української радянської дивізії за підтримки черкаського загону червоних партизанів придушує опір медвинців та знов відновлює більшовицьку владу у місті. Партійна організація міста, на той час, налічувала 60 комуністів. У лютому 1919 року почав діяти волосний революційний комітет на чолі з А. Голиком. У серпні 1919 року було створено комсомольський осередок на чолі з Р. В. Красницькою.
У вересні 1919 року Богуслав захопили війська під командуванням генерала Антона Денікіна. У цей час у Богуславській волості діяв партизанський загін чисельністю у 500 осіб, очолюваний головою Канівського ревкому Федоренком. 29 грудня 1919 року частини 2-ї Таращанської бригади 44-ї дивізії 12-ї радянської армії витіснили денікінців та увійшли у Богуслав. Після звільнення від денікінців у Богуславі знов був організований ревком, до складу якого увійшло 3 комуністів: Рязанцев (голова), Гуренко та Беркін (члени).
У травні 1920 року місто на нетривалий час захопили війська Польщі та УНР, але згодом вони полишили Богуслав перед радянськими військами групи Й. Е. Якіра, що наступали на місто. У січні 1921 року під час зіткнення з армією отамана Нестора Махна була знищена група продармійців Богуслава на чолі з політпрацівником продзагону Г. С. Уколовим (поховані в братській могилі, на якій згодом був встановлений пам'ятник борцям за революцію 1917—1920 років). У вересні—жовтні 1921 року 17-а Кавказька кавалерійська дивізія під командуванням Г. І. Котовського остаточно придушує осередки українського руху опору більшовицькій владі у місті та на його околицях, чим пришвидшує відновлення влади більшовиків на Богуславщині.

### Міжвоєнний період
19 червня 1921 року в місті відбулися перші загальні збори робітників, на яких було присутніх більше 100 осіб. Обрана на цих зборах Комісія провела облік всіх місцевих підприємств і установ. Було встановлено 8-годинний робочий день.
1921 року місто стає центром Богуславського повіту Київської губернії, а головою повітового виконавчого комітету призначений М. Мациненка. Поширювалася масово-політична робота серед селян. Роботу розгорнув селянський будинок, урочисто відкритий в Богуславі 10 липня 1921 року. У лютому 1922 року, здійснюючи поїздку Україною в агітпотязі «Жовтнева революція», до Богуслава прибули М. І. Калінін та Г. І. Петровський. Калінін виступив на об'єднаних зборах громадянських організацій міста за участю представників волостей і комнезамів, призивав допомогти голодуючим Надволжя. Богуславці виконали взяті зобов'язання. Робітники перераховували четверту частину своєї зарплатні голодуючим.
У 1922 році у Богуславі виникли 3 сільськогосподарські кооперативи, а у 1923 році — ще один. У березні 1922 року в с. Іванівка організована артіль «Надія», а згодом й в інших селах. Ідея кооперування знайшла відгук й серед ремісників. У 1922 році була організована промартіль «Ткач».
Зростала партійна організація Богуслава. В цей час тут діяло 5 партійних осередків, які об'єднували 85 членів і 9 кандидатів у члени партії. Весною 1922 року організувався комсомольський осередок, а першими членами комсомольської організації були Ф. Г. Реп'ях, Б. Ерміх, Я. Браславський, С. Каган, Ф. Даніленко. 1923 року Богуслав став центром Богуславського району, а чисельність населення сягнула позначки у 12158 осіб.
1920 року у Богуславі відкрилася бібліотека та трирічні педагогічні курси імені Т. Г. Шевченка, на яких на початку 1923 року навчалося 211 осів та працювало 10 викладачів. У 1926 році тут були 3 семирічних та початкова школи, 3 дитячих будинки та лікнеп. У цей час в Богуславі діяли 3 клуби, кінотеатр, 2 бібліотеки. Значного розвитку набуло народне декоративне ткацтво та різьблення по дереву.
В березні 1926 року за ініціативою ткачів у Богуславі було створено першу промислову артіль «Челнок». Утворилися ткацькі артілі «Самольот», «Червоний ткач», «Текстильники», швейна артіль «Готодяг» та взуттєва «Взутшкірпром». Того ж року організували меблеву артіль «Більшовик», харчову «Харчотруд», по добуванню каменю «Гірник». Ці артілі були спочатку невеличкими, об'єднували в собі по 8—10 робітників. У 1929 році всі ткацькі артілі об'єдналися в одну промартіль «Жаккардпрядсукно». Згодом в артілі працювало близько 200 осіб. Промартіль випускала бавовняні хустки, ковдри, грубошерсте сукно. 1938 року в артілі «Жаккардпрядсукно» вступив у дію оновлений апаратно-прядильний цех. У 1940 році артіль вже випустила товарів на загальну суму в 2 млн крб. Артіль «Гірник» швидко розрослася у велике промислове підприємство і у 1935 році виконує важливе урядове завдання з виробництва гранітних плит для облицювання набережної Москви-ріки в столиці СРСР.
Наприкінці 1920-х років реконструйовано і розширено державну суконну фабрику, а число її робітників у 1927 році досягає вже 200 осіб. Значно покращується і розширюється асортимент випущеної продукції. Державна суконна фабрика, якій присвоюють ім'я Першого травня, стає великим і передовим підприємством у Богуславі. 1941 року фабрика була повністю механізована, устаткована найновішою технікою. Основною продукцією були шерстяні ковдри та випускала 1500 ковдр на добу. За високі виробничі показники шести-верстатницю суконної фабрики імені 1 Травня Д. П. Нестерову 1940 року було нагороджено орденом «Знак Пошани». 1939 року став до ладу райхарчокомбінат, 1940 року — райпромкомбінат і шкіро-валяльний комбінат. Усі промислові підприємства міста випустили продукції в цінах 1941 року на суму 27,75 млн крб.
1930 року богуславські селяни об'єдналися в колгосп, який 1954 року було приєднано до колгоспу «Україна» села Хохітви. 1932 року була створена Богуславська МТС, а 1933 року у місті споруджено перший міст через Рось, а до того часу місцеві мешканці з одного берега на інший переправлялися поромом. У цей час саме місто по праву рахувалося аграрно-промисловим центром цілого південно-східного регіону Київщини. 1936 року місто Богуслав підключили до Корсунської міжрайонної ГЕС.
Кількісно зріс машинний парк Богуславської МТС. У 1939 році в МТС налічувалося 76 тракторів, 15 комбайнів, 39 автомашин та багато іншої сільськогосподарської техніки. МТС стала центром підготовки механізаторів сільського господарства. З 1934 року тут діяла міжрайонна колгоспна школа механізаторів, де навчалось понад 100 осіб.
Покращувалася якість охорони здоров'я Богуславщини. У 1937 році в Богуславі відкрилася районна поліклініка, кількість ліжок в районній лікарні сягнула 85 одиниць. Працювали також дитяча та жіноча консультації, рентгенологічний та зуболікарський кабінети, протитуберкульозний диспансер та шкірдиспансер, дитячі ясла, санепідлабораторія. Місто Богуслав та Богуславський район обслуговувало 19 лікарів та 69 працівників середнього медперсоналу. Велику допомогу у покращенні медичного обслуговування населення надавали провідні лікарі офтальмологічної клініки 1-го Київського державного медичного інституту, яку очолював доктор медицини, професор М. А. Левитський. З 1934 року тут працював університет охорони здоров'я.
Значно розширилася мережа навчальних закладів. У 1940 році тут були З середніх і початкова школи, в яких навчалося 1624 учні і працювало 74 вчителі. У 1933 році відкрився робітфак Київського інституту агрохімії і ґрунтознавства, у 1936 році — медична школа, де навчалося 250 учнів.

### Колективізація та Голодомор
Одним з найжахливіших заходів в історії репресивної політики ВКП(б) проти українського селянства стало запровадження так званого режиму «чорних дошок» щодо колгоспів, сіл, волостей та навіть щодо окремих осіб. Від 1920 року українські села й цілі волості, які не виконували планів продрозверстки, чинили опір продзагонам, оголошувалися «чорнопрапорними». Туди направлялися каральні загони, припинялися завезення промислових товарів, торгівля та кредитування, а місцеві державні, кооперативні активісти й усі колгоспники цих населених пунктів піддавалися репресіям.
Відновлення «чорних дощок» відбулося саме перед початком заготівельної кампанії 1928—1929 років. Листопадовий Пленум ЦК ВКП(б) у 1929 році, відкинувши НЕП, проголосив курс на суцільну колективізацію, а 1930 року Постановою ЦК ВКП(б) закріплено перехід від політики «обмеження» куркульства до політики ліквідації куркульства як класу. Почалося суцільне примусове розкуркулення селян та створення колгоспів. Так міста та села, що не виконували відповідних річних планів хлібозаготівлі, оголошувалися «відсталими», а передовиків заносили на «червону дошку». Так у 1931 році богуславський колгосп імені Молотова не виконав річного плану хлібозаготівлі та був занесений на «чорну дошку», тобто це означало наближення голодної смерті впритул.
Богуслав постраждав від Голодомору 1932—1933 років. За дослідженнями істориків, найбільша смертність місцевого населення від штучного голоду припала на період від березня до червня 1933 року та переважала рівень народжуваності у декілька разів. Так, від 1 січня 1933 року до 1 січня 1934 року у Богуславі народилося 170 дітей, померло 377 мешканців, у тому числі 9 дітей віком до 1 року. За словами очевидців, на вулицях міста помирала велика кількість людей з навколишніх сіл, що приходили до Богуслава у пошуках їжі. Позаяк весь довоєнний архів Богуславського району був знищений на початку німецько-радянської війни при відступі більшовиків, практично неможливо встановити імена більшості загиблих від голоду. Збереглися лише імена 15 осіб, серед яких 6 дітей. На початок 2000-их у місті проживало понад 80 жителів, які пережили Голодомор 1932—1933 років. Ці очевидці трагедії зокрема свідчать, що в час Голодомору робітники міських підприємств отримували харчові пайки, завдяки чому могли пережити голод. Під час Великого терору 1937—1938 років, коли сталінські репресії були різко посилені й доведені до максимуму своєї інтенсивності за спротив курсу партії і уряду на примусову колективізацію був репресований 31 мешканець міста, серед них й агроном райземвідділу Донець Г. Ф., засуджений 9 жовтня 1938 року на термін до 8 років позбавлення волі (реабілітований 1958 року), з таборів повернулося лише 15 богуславців.
10 вересня 1993 року рішенням виконкому Богуславської міської ради № 120 від 15 липня 1992 року на місці каплиці біля лікарні, куди звозили померлих від голодомору, встановлений пам'ятний знак — гранітний хрест. Ініціатором встановлення пам'ятника виступив колишній міський голова Богуслава Кривий В. Ф.

### Німецько-радянська війна
26 липня 1941 року Богуслав був окупований військами Вермахту, але згодом 26-а армія Південно-Західного фронту під командуванням генерал-лейтенанта Ф. Я. Костенка, наступаючи від Києва, прорвала ворожий фронт і 8 серпня визволила місто. Командування військ Вермахту, занепокоєне цим наступом радянських військ, припинило просування головних сил 1-ї танкової групи на Кременчуцькому напрямі та перекинуло в район Богуслава та Білої Церкви 3 піхотні і 1 танкову дивізії. Богуслав знов опинився в німецькій окупації, що тривала до 3 лютого 1944 року.
У 1941 році в Богуславі було створено підпільну групу на чолі з В. Р. Кухарюком, у складі: А. М. Мурашка, Ф. Ф. Чуксина, В. К. Руденка, К. А. Бакала. Поступово група зросла з 13 до 43 осіб. Ядро її становили 14 комуністів та 7 комсомольців. Група підтримувала зв'язок з київським підпіллям та партизанськими загонами, що діяли в околицях Богуслава, зокрема, з партизанським загоном № 8 під командуванням політрука Червоної армії Приймака І. К., уродженця села Юхни. Підпільники здійснювали диверсійні акти на підприємствах, саботували відбудову електростанції, суконної фабрики, виводили з ладу телефонні лінії та лінії електропередач. У травні 1943 року підпільна група влилась до складу 6-го батальйону з'єднання партизанських загонів Київської області. Командиром батальйону був І. М. Нужний, комісаром — М. Микитенко.
Під час однієї з облав наприкінці липня 1943 року німці схопили кількох радянських підпільників з числа місцевих, зокрема, Євдокію Мунько, Івана Шадринського, Степана Гниду, Ніну Пузько та інших, і після катувань їх розстріляли, у числі закатованих була й Марина Кирилівна Гризун з с. Мисайлівки. Перед смертю на стіні камери вона написала своєю кров'ю: «Мене, комсомолку Маринку Гризун, закатували німці 28 липня 1943 року. Товариші, помстіться. Ви переможете!». 18 вересня 1949 року у сквері імені Т. Г. Шевченка в Богуславі встановлено пам'ятник Марині Гризун. На пам'ятнику викарбувані слова, написані нею перед смертю. До чергового ювілею Ленінського комсомолу на сцені Київського академічного театру опери та балету імені Т. Г. Шевченка відбулася прем'єра балету «Поема про Марину» (композитор Борис Яровинський, балетмейстер Вахтанг Вронський).
26 січня 1944 року частинами 27-ї гвардійської танкової армії 1-го Українського фронту, якою командував генерал-майор М. Т. Карначев від німецьких військ було звільнене передмістя Богуслава — Заросся. 4 лютого 1944 року 404-й окремий кулеметно-артилерійський батальйон ордена Олександра Невського і Червоної Зірки під командуванням гвардії майора Іраклія Арсенідзе розпочав наступ. Першими у місто увірвалися взводи лейтенантів П. С. Свитка, Пузаня, Махотіна та Григор'єва. Наступного дня радянські війська визволили Богуслав. У боях за місто загинуло 98 радянських солдат та офіцерів. Серед них командир дивізії 3. С. Ревенко, командир полку Ф. І. Тихонський, командир батальйону К. П. Косог, командир батареї Шурман та інші.
Під час окупації розстріляно близько 1000 громадян, більше 200 богуславців вивезено на примусові роботи до Німеччини, а на фронтах війни загинуло 1019 богуславців.

### Повоєнний період
Після звільнення міста почалася відбудова зруйнованого під час війни господарства. Збитки міському господарству спричинені війною сягнули суми 479 млн крб. Повністю зруйновані були суконна фабрика, промислова артіль «Жаккардпрядсукно», хлібозавод, а також вщерть зруйновано три будинки культури, бібліотека, школи, медичні установи та понад 400 будинків.
У березні 1944 року відновили роботу райспоживспілка, маслозавод, райпром, комбінат, харчпромкомбінат, артіль інвалідів «Вперед», ощадкаса, заготзерно. Приймаються заходи щодо відновлення роботи суконної фабрики, промислової артілі «Жаккардпрядсукно», «Взутшкірпром», шкіл, лікарень, бібліотеки, будинку культури, кінотеатру, магазинів тощо.
В місті широко розгорнувся рух допомоги фронту. Засновником цього руху став колгоспник колгоспу імені XVII партз'їзду с. Медвин Федір Романович Митяй, який із власних заощаджень виділив 20 тисяч карбованців на побудову танкової колони «Колгоспник Богуславщини». Почин Федора Митяя наслідували робітники і службовці міста Богуслава та усього району. Так, працівники суконної фабрики внесли 6515 крб, працівники райкому партії та райвиконкому внесли 7 565 крб., працівники Київторгу 6750 крб., робітники промкомбінату 15 300 крб.
Упродовж 1944—1950 років Богуслав відбудований майже заново, проводилися роботи з його благоустрою. Розширено цехи суконної фабрики, реконструйовано завод з обробки будівельних матеріалів. 1945 року збудований дроботесний, масло-, плодоконсервний та хлібний заводи, а також створено артіль художніх виробів «Перемога». Відновили свою роботу заклади охорони здоров'я, освіти та культури. 23 лютого 1945 року відбулася XVI районна комсомольська конференція — перша конференція після звільнення міста.
1948 року в місті силами народної будови розпочато будівництво районного будинку культури, який закінчено і здано в експлуатацію до XXXII роковин Жовтневої революції. 1949 році збудовано новий міст через річку Рось, який був знищений під час відступу радянських військ у липні—серпні 1941 року.
1956 року артілі «Взутшкірпром», імені XX-річчя РСЧА та інші об'єдналися в артіль імені Жовтневої революції, що 1964 року реорганізована у Богуславський комбінат побутових послуг. Цього ж року на базі артілі «Більшовик», створили Богуславську меблеву фабрику, а на базі артілі «Перемога» — фабрику художніх виробів. 1961 року промартіль «Жаккардпрядсукно» увійшла до складу Богуславської державної суконної фабрики імені 1 Травня.
Розширилася енергетична база міста та району: у 1954—1955 роках введено в експлуатацію Богуславську та Дибинецьку ГЕС, загальною потужністю 1500 кВт. 1958 року електромережа району підключена до потужностей РЕУ «Київенерго», яку 1960 року виділили у самостійне господарство — Богуславську ГЕС. Богуславська ГЕС потужністю 1 120 кВт з річним виробництвом електроенергії у 7 млн кВт відтоді обслуговує споживачів електроенергії Богуславського та Миронівського районів. 1957 року запрацювала автобусна станція «Богуслав». Автобуси, таксомотори стали курсувати до Києва, Миронівки, а також до навколишніх сіл.
1962 року споруджено широкоекранний кінотеатр «Маяк». 1965 року за рахунок державних капіталовкладень збудовано зразкову типову середню школу на 960 місць.
Значних успіхів підприємства міста досягли під час семирічки. Значно розширили свої виробничі потужності такі підприємства як суконна державна фабрика імені 1 Травня, автопарк, маслозавод, кар'єроуправління, фабрика художніх виробів «Перемога». Ці підприємства з року в рік успішно виконують державні плани по випуску валової продукції. Фабрика художніх виробів «Перемога» план по випуску валової продукції у 1966 році виконала на 105,7 %. Відомі широкому загалу вироби у 1966 році на Всесвітній виставці в Брюсселі були відзначені Дипломом II ступеня та грошовою премією в сумі 500 крб., за освоєння ювілейних товарів та сувенірів. Того ж року колективом фабрики розроблено нові технічні показники в готових виробах ручного ткацтва. Розроблено 40 нових видів малюнків традиційного Богуславського орнаменту. Розроблена широка гама кольорів, що дало можливість ще розкрити цінність народного декоративного мистецтва. У 1966 році увесь асортимент ткацтва виготовлялася лише на експорт. Фабрика була учасником Всесвітньої виставки «Експо-67», що проходила у канадському Монреалі. Продукція фабрики неодноразово демонструвалася на міжнародних виставках у Брюсселі, Марселі, Токіо, Лондоні, Загребі, тощо.
Найбільше промислове підприємство в місті — це Державна суконна фабрика імені 1 Травня. У 1964—1965 роках на підприємстві освоєно масовий випуск нових видів продукції: хустки — «Веснянка», «Полянка», «Пушинка», чоловічі шарфи «Атлет» та інше.
Кар'єроуправління по розробці гранітних покладів щорічно видобувало близько 40000 м³ бутового каменю, 87000 м³ щебеню. Великі поклади граніту залягають навколо міста і його розробка проводиться лише відкритим способом. З граніту виготовляються облицювальні плити, сходи, бордюри, тумби, парапети, карнизи та інші будівельні матеріали. Богуславським гранітом у 1950—1960-х роках було облицьовано багато різних споруд, зокрема, будинки панорами «Оборона Севастополя 1854—1855 років», будівля МДУ, стадіони «Лужники» в Києві та багато інших. Крім граніту в Богуславі є великі поклади глини, з якої виготовляють гончарні вироби та будівельну цеглу, черепицю, тощо. Наприкінці 1960-х років став до ладу Богуславський цегельний завод, а також у місті діяли районне відділення «Сільгосптехніки» та пересувна механізована колона Міністерства сільського господарства УРСР, що обслуговувала колгоспи Богуславського району.
Значними темпами у Богуславі зростає кількість новобудов, як житлового, так і виробничого призначення. У 1968—1970 роках в місті здані в експлуатацію чотириповерховий адміністративний будинок у центрі міста, триповерхова будівля ДТСААФ, новий навчальний корпус Богуславської ЗОШ № 2, розрахований на 400 учнів, приміщення районної друкарні тощо.
У 1969/1970 навчальному році в Богуславі працювали 2 середні, восьмирічна та заочна середня школи, в яких навчалися 2050 учнів. З 1964 року діє музична школа-семирічка. У школах міста працює 137 вчителів, серед них С. О. Цвітков, Б. Я. Сквирська та заслужена вчителька УРСР Л. Н. Деньга, нагороджені орденом Леніна. Від 1 вересня 1966 року, згідно наказу Міністерства вищої та середньої спеціальної освіти УРСР № 215/2 від 31 серпня 1966 року, функціює Богуславське педагогічне училище, на той час — це була філія Ржищівського педагогічного училища, де навчається 510 учні. Діяв міжобласний навчально-виробничий комбінат (330 учнів), що готував спеціалістів сфери побутового обслуговування, з 1968 року — профтехучилище для підготовки майстрів будівельної справи (240 учнів).
На честь 50-ліття заснування Комуністичної партії України у липні 1968 року відкрито Богуславський історико-краєзнавчий музей. У місті діє районна організація товариства «Знання», а від 1968 року у місті працює районне відділення Українського товариства охорони пам'яток історії та культури.

### Відновлення незалежності України
У вересні 1991 року над будівлею Богуславського райвиконкому та Міської ради піднято прапор незалежної України.

## Економіка
Найбільші промислові підприємства Богуслава:
- ПАТ «Богуславська суконна фабрика» — виготовлення вовняних тканин. Потужність фабрики 2120 тисяч погонних метрів на рік[51]. Від 2014 року входила в об'єднання підприємств «Ярослав» (Торгова марка «Ярослав»). Фабрика припинила своє існування наприкінці липня 2018 року[52];
- ВАТ «Завод „Муліт“», спеціалізується на виробництві високовольтних трансформаторів, магнітних блоків для збагачення залізної руди, котушок індуктивності та дроселів для електротехніки (вул. Окружна, 1);
- ВАТ «Камінь Богуславщини» — вироблення гранітних виробів;
- ВАТ «Богуславський кар'єр», продукцією якого є щебінь, бутовий камінь, гранітний відсів (подрібнена порода граніту фракцією до 5 мм);
- ВАТ «Богуславський маслозавод»;
- ВАТ «Богуславський консервний завод»;
- ВАТ «Богуславський завод продтоварів»;
- ДТ «Богуславський хлібозавод»;
- швейна фабрика «Рось»;
- ТОВ «Спецпромбудсервіс»;
- Богуславська ГЕС ДП «Київтеплоенерго», введена в експлуатацію у 1955 році та мала потужність 1200 кВт[53].

Крім того в місті діють 3 гранітних кар'єри, лісогосподарське підприємство, хлібоприймальне підприємство, інкубаторно-птахівниче підприємство, меблева фабрика, цегельний завод. Від 1960-х років на північ від Богуслава діяло спортивно-мисливське звірове господарство, площею 2117 га, а нині — мисливсько-спортивний клуб.

## Культура

### Освіта
- Державний професійно-технічний навчальний заклад «Богуславське вище професійне училище сфери послуг» заснований у 1967 році згідно наказів Міністерства побутового обслуговування населення УРСР № 43 від 29 грудня 1966 року та Київського обласного управління побутового обслуговування населення № 17 від 17 січня 1967 року на базі Богуславської вечірньої школи, як відомчий навчально-виробничий комбінат для підготовки робітничих кадрів сфери побутового обслуговування. Згідно наказу Міністерства побутового обслуговування населення УРСР в 1970 році навчально-виробничий комбінат набув статусу професійно-технічного училища. 2004 року училище пройшло державну атестаційну експертизу та наступного 2015 року було реорганізоване у ДПТНЗ «Богуславське вище професійне училище сфери послуг»[55].
- Державний навчальний заклад «Богуславський центр професійно-технічної освіти», створений 1967 року, як СПТУ № 7, з метою забезпечення Богуславського району та сусідніх районів кваліфікованими робітниками сільськогосподарського і будівельного профілів. 1997 року СПТУ № 7 було реорганізовано у другий підрозділ СПТУ № 16. 2001 року на базі другого підрозділу ПТУ № 16 шляхом реорганізації навчального закладу — створено центр професійно-технічної освіти № 1. 1 жовтня 2001 року наказом Міністерства освіти і науки України № 561 від 30 липня 2001 року директором новоствореного навчального закладу призначено Барана М. П.[56].
- Комунальний вищий навчальний заклад Київської обласної ради «Богуславський гуманітарний коледж імені І. С. Нечуя-Левицького», створений 1966 року згідно наказу Міністерства вищої та середньої спеціальної освіти УРСР № 215/2 від 31 серпня 1966 року, як філія Ржищівського педагогічного училища. Наступного, 1967 року самостійний навчальний заклад — Богуславське педагогічне училище. 1994 року Постановою Кабінету Міністрів України училищу присвоєно ім'я класика української літератури Івана Семеновича Нечуя-Левицького. 1996 року наказом Міністерства освіти України «Про зміну статусу і назви вищого навчального закладу» училищу було надано статус коледжу. 2003 року Богуславський педагогічний коледж імені І. С. Нечуя-Левицького перейменовано у Богуславський гуманітарний коледж імені І. С. Нечуя-Левицького[57].
- Богуславська централізована бібліотечна система.

### Музеї
21 травня 1918 року у місті Федір Миколайович Сингалевич відкрив музей. У музеї було три відділи, особливо багатим на експонати був воєнний відділ з представницькою колекцією зброї. У теперішній час у Богуславі функціонує Музей історії Богуславщини, що складається з декількох територіально відокремлених відділів — «музеїв», кожен з яких розповідає свою історію: про найдавніші часи, про мистецтво Богуславщини, про видатних людей, чий життєвий шлях був пов'язаний з Богуславом:
- Музей історії Богуславщини (вул. Шевченка, 38);
- Музей сучасного ужитково-декоративного мистецтва (вул. Шевченка, 35);
- Меморіальний музей-садиба Івана Сошенка (вул. Зозулі, 1);
- Меморіальний музей-садиба Марка Вовчка (вул. Марка Вовчка, 15)

Спорт
У місті діє спортивна школа та стадіон, декілька спортивних залів і майданчиків.
- Універсальний навчально-тренувальний центр зимових видів спорту «Льодограй», відкрився 6 листопада 2014 року. Центр призначений в першу чергу для тренувань юних хокеїстів та фігуристів з сусідніх районів Київської області та інших областей України[60].

Медіа
- «БогуславFM» — комерційна, музично-інформаційна радіостанція (частота мовлення — 97,7 МГц). Перший вихід в ефір відбувся 3 березня 2018 року[61].
- «Вісті Богуславщини» — богуславська районна газета[62].

Туризм
Також у місті є два готелі. Поблизу міста розташовані рекреаційні бази та санаторії.

## Пам'ятки, визначні місця

### Пам'ятки природи

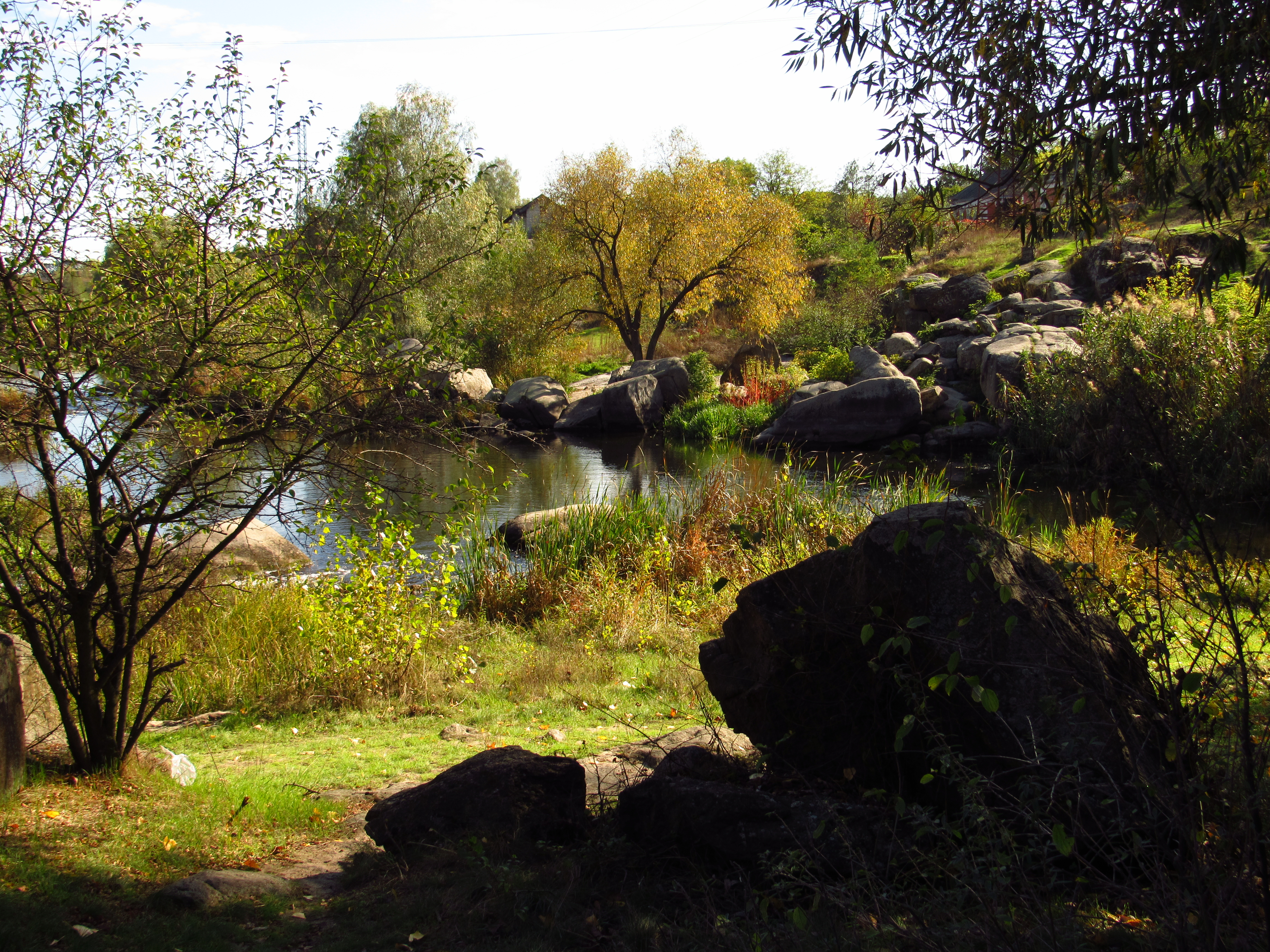
Богуславські граніти

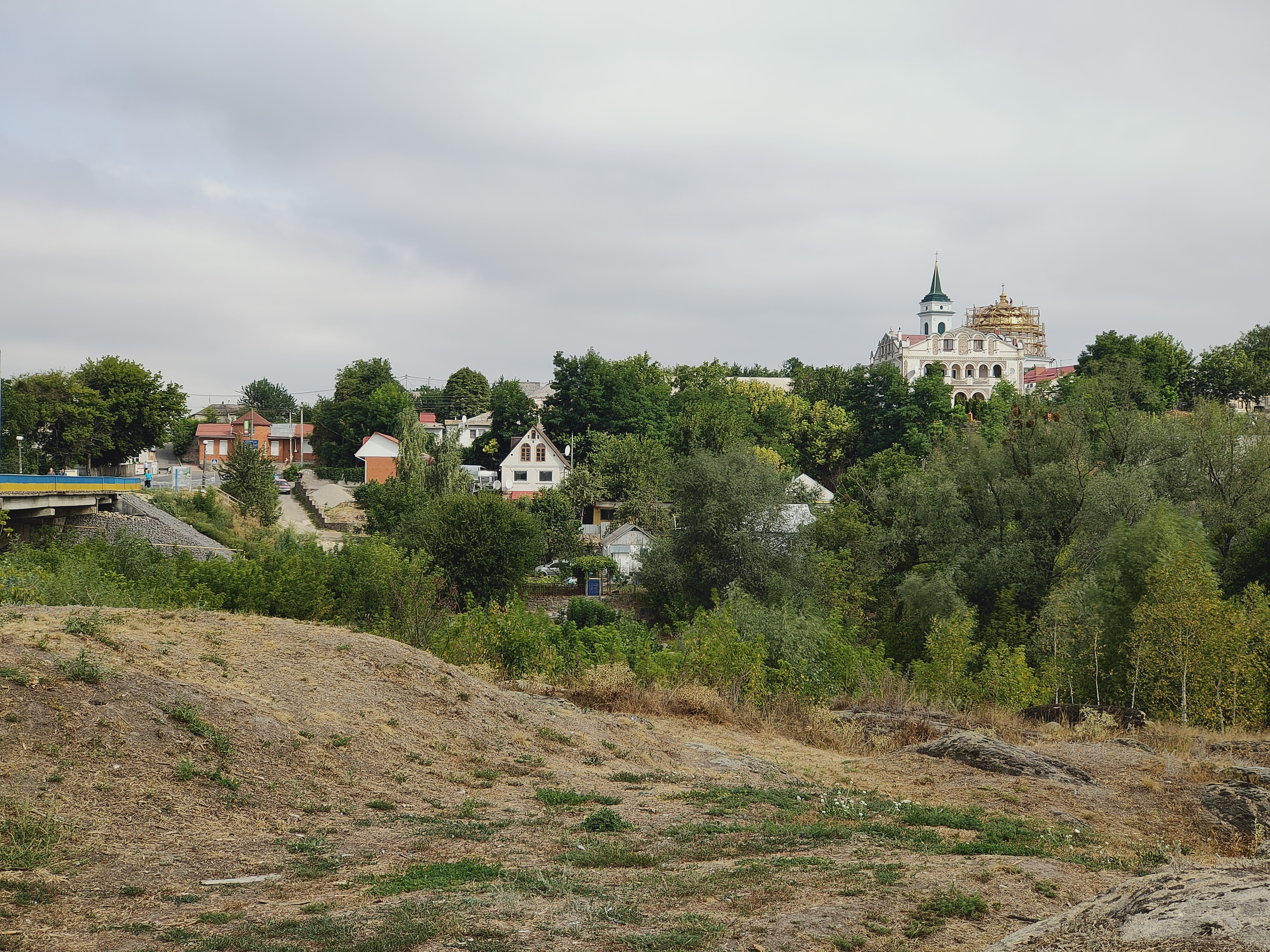
Богуслав. Вид на старе місто з боку ландшафтного парку. На передньому плані видно гранітні виступи

Відслонення богуславських гранітів — геологічна пам'ятка природи місцевого значення. Розташована на території Богуславського району Київської області, у місті Богуслав у межах регіонального ландшафтного парку «Богуславль», площею 4 га. Створена рішенням 16 сесії XXI скликання від 10 березня 1994 року. Перебуває у підпорядкуванні Богуславської міської ради.

### Архітектура

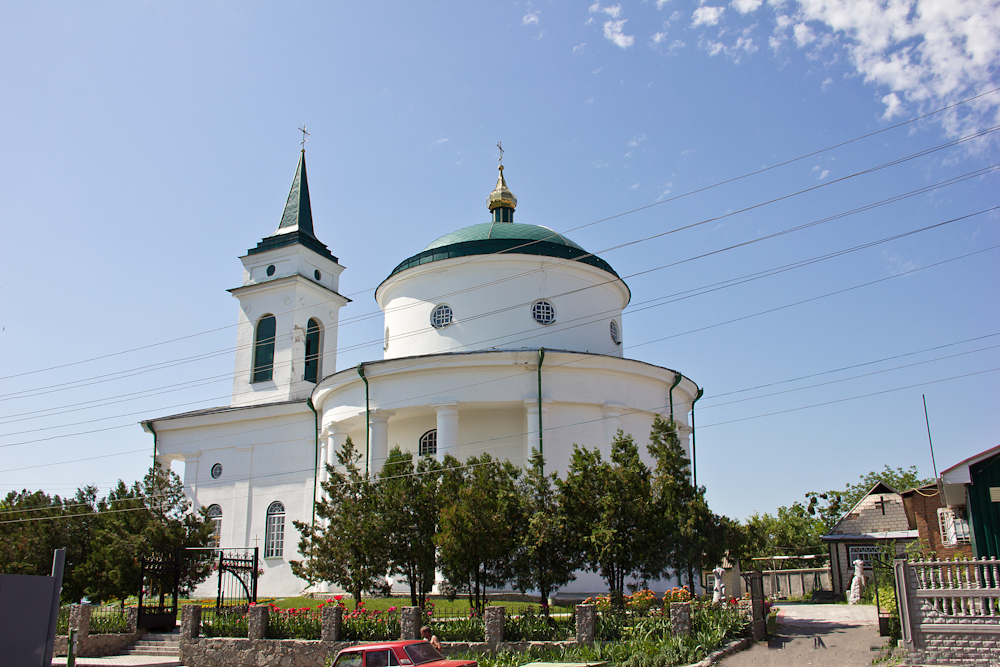
Свято-Троїцька церква

- Свято-Троїцька церква є історико-архітектурною пам'яткою національного значення. Будівництво храму було розпочато Олександрою Браницькою. Основні будівельні роботи були завершені 1861 року[63].
- Свято-Миколаївський чоловічий монастир веде початок своєї історії від другої половини XVI століття.
- Храм Покрова Пресвятої Богородиці був освячений 12 жовтня 2015 року Святійшим Патріархом Київським і всієї Руси-України Філаретом[64].
- Поза межами історичного центру Богуслава, при вулиці Шевченка, 68, розташований маловідомий храм Київщини — костел Святого Владислава[65], який є нині парафіяльним храмом римо-католицької парафії Зіслання Святого Духа. Храм збудовано у 1819—1825 роках. Костел було закрито 1927 року. 2008 року місцевими римо-католиками розпочалися роботи з відновлення костелу. У жовтні 2009 року було зареєстровано римо-католицьку громаду міста Богуслава. І вже за кілька днів власник будівлі дозволив правити Службу Божу у приміщенні костелу. У жовтні 2012 року відбулося урочисте перенесення в храм фіґури Діви Марії з каплички при колишній плебанії, а 19 травня 2013 року освячено хрест, встановлений на костелі. У червні 2014 року приміщення колишнього костелу офіційно повернули вірянам. Нині святиня потребує капітального ремонту. У майбутньому планується повернути костелу його первісний вигляд[66].
- У середмісті збереглося близько двадцяти одно- та двоповерхових будівель кінця XIX—початку XX століть, більшість із яких мають на фасадах дати спорудження. Здебільшого це громадські будівлі або споруди, що належали в минулому євреям-підприємцям.

Найстаріша будівля міста — так звана Богуславська кам'яниця

- Хедер або так звана «Кам'яниця» — вважається найдавнішою будівлею Богуслава. Ця масивна будівля, зведена 1726 року для потреб єврейської громади Богуслава, а саме у ній містилася єврейська релігійна початкова школа — хедер, після Жовтневого перевороту 1917 року — клуб для глухонімих, під час другої світової війни — в'язниця гестапо і вже по війні у кам'яниці відкрився музей комсомольської слави. 22 серпня 2006 року тут відкрито музей сучасного декоративно-ужиткового мистецтва[67].
- Будинок фабриканта Покраса, збудований 1887 року та має 2 поверхи, декоративні вежі по кутах, оригінальні ковані балкони. Нині цей будинок займає Богуславська міська рада.

### Меморіали, пам'ятники
- Пам'ятник Марусі Богуславці встановлено на місці, де за переказами, стояла хата її батька-священика, у 1981 році, автор В. Богдановський.
- Пам'ятник Володимиру Леніну (демонтовано 2014 року, постамент вшановує героїв Небесної Сотні).
- Пам'ятник Ярославу Мудрому — засновнику міста Богуслава. Напис на пам'ятнику: «Син Великого князя Володимира — Хрестителя Русі», відкриття відбулося у 2012 році — під час святкування 980-ї річниці від дня заснування міста.
- Пам'ятник Марині Гризун.
- Пам'ятник Шолом-Алейхему.
- Пам'ятник загиблим воїнам-афганцям — уродженцям Богуславщини.
- Пам'ятник борцям за революцію 1917—1920 років.
- Пам'ятник жертвам Голодомору 1932—1933 років.
- Пам'ятник радянським воїнам-танкістам, захисникам м. Богуслава у серпні 1941 року.
- Пам'ятник радянським воїнам, які загинули при визволенні міста від німецько-фашистських загарбників. Надпис на пам'ятнику: «Хто за свободу вийшов проти смерті, тому немає смерті на землі».
- Пам'ятник загиблим уродженцям Богуславщини, які загинули під час німецько-радянської війни 1941—1945 років.
- Пам'ятник Іванові Сошенку (скульптор Іда Копайгоренко, архітектор Вольдемар Богдановський, відкриття — 12 червня 1982 року).
- Пам'ятний знак жертвам Чорнобильської катастрофи, відкриття відбулося 2006 року.
- Пам'ятний знак богуславському полковнику Самійлові Самусю.
- Пам'ятний знак Алімпію Галику, відкриття відбулося 2008 року.
- Пам'ятний знак воїнам Армії УНР.
- Погруддя Марка Вовчка (скульптор Т. Братерський), відкриття відбулося 10 серпня 1985 року.
- Погруддя Тараса Шевченка (скульптор Т. Братерський), відкриття відбулося у березні 1989 року.
- Погруддя Івана Нечуя-Левицького, встановлено 1989 року на території богуславського педагогічного коледжу, а його ім'я 1994 року присвоєне цьому навчальному закладу.
- Меморіальна таблиця пам'яті активного учасника Євромайдану, учасника російсько-української війни 2014—2015 років — Павла Пушняка відкрита у жовтні 2014 року на фасаді богуславської ЗОШ № 2.

## Відомі люди

### Митці, які народились або мешкали в Богуславі
- Безсмертна Ольга (1983) — українська оперна співачка, сопрано, солістка Віденської державної опери з січня 2012 року.
- Галик Алімпій (1685—1763) — український живописець та гравер, ієромонах.
- Ельберт Віктор Давидович (1927—2006) — український живописець.
- Марко Вовчок (1833—1907) — українська письменниця, перекладачка, видавниця та феміністка.
- Зінченко Анатолій Назарович — історик.
- Каневський Борис Михайлович — український і російський кінорежисер.
- Кошиць Олександр Антонович (1875—1944) — український хоровий диригент, композитор, етнограф та письменник-мемуарист.
- Лагодюк Неоніла Григорівна — українська джазова композиторка, піаністка, педагог. Заслужений діяч мистецтв України.
- Левицький Федір Петрович (близько 1850—1899) — український співак (бас). Народився в Богуславі.
- Нетикса Адольф (Іоанн) Адольфович — український архітектор, громадський діяч, редактор, один із майстрів стилю модерн.
- Нечуй-Левицький Іван Семенович (1838—1918) — український прозаїк, перекладач, письменник.
- Оверчук Анатолій Федорович — скульптор, член Союзу художників СРСР.
- Проценко Володимир Миколайович — український письменник, громадський діяч, заслужений діяч мистецтв України.[68];
- Ротенштейн Анатолій Олександрович — театральний режисер, заслужений діяч мистецтв УРСР.
- Сенгалевич Федір Миколайович — лікар, етнограф та громадський діяч.
- Сошенко Іван Максимович — український художник, один з найближчих друзів Тараса Шевченка, брав активну участь у його визволенні з кріпацтва.
- Соня Тучинська (1902—1987) — єврейська поетеса. Її вірші увійшли в антологію «Єврейські поетеси», видану в Чикаго у 1928 році.
- Файнзильберг Міндль Аронівна (до шлюбу Котлова, 1868—1922) — народилася у Богуславі Київської губернії. Між 1893 та 1895 роками переїхала до Одеси. Мати радянського письменника, гумориста, фейлетоніста Іллі Ільфа.
- Чередніченко Надія Іларіонівна — радянська та російська акторка театру та кіно, заслужена артистка РРФСР.
- Шолом-Алейхем — єрейський письменник, мешкав з 1877 по 1880.

### Учасники визвольних рухів
- Маруся Богуславка — легендарна українська героїня XVI — XVII століть. Стала прототипом головної героїні однойменної п'єси М. Старицького «Маруся Богуславка».
- Самійло Самусь — військовий діяч, колонізатор Правобережної України кінця XVII — початку XVIII століття, полковник вінницький, корсунський та богуславський, наказний гетьман, один з керівників повстання Семена Палія — гетьман Правобережної України.
- Григорій Федорович Ткаченко-Петренко (1882—1909) — один з керівників Горлівського збройного повстання 1905 року[69].
- Павло Пушняк (1978—2014) — старший сержант Збройних сил України, учасник російсько-української війни.
- Ручка Сергій Іванович (1981—2017) — солдат Збройних сил України, учасник російсько-української війни.

### Політики
- Геннадій Кривошея (нар. 1977) — український політик, депутат Верховної Ради України VIII скликання.
- Герман Толл — член Палати представників Конгресу США від штату Пенсильванія у 1959—1967 роках. Народився у Богуславі, а у 1910 році разом з сім'єю емігрував до США.

### Спортсмени
- Олександра Тимошенко — українська гімнастка, олімпійська чемпіонка.
- Микола Вакуленко (1954—5 лютого 2016) — український борець, майстер спорту з вільної і греко-римської боротьби, чемпіон України, переможець міжнародних змагань, член Олімпійського спортивного комітету[70][71].

### Науковці, освітяни
- Валентин Габ — український економіст.
- Анатолій Гальчинський — український економіст, ліберал, доктор економічних наук, професор Київського національного університету імені Т. Г. Шевченка.
- Натан Голденберг — британський хімік єврейського походження, Офіцер Ордену Британської Імперії, член Королівського хімічного товариства. 1948 року Голденберг був призначений на посаду головного харчового технолога магазину «Marks & Spencer» у Лондоні. На цій посаді він змінив британську харчову промисловість, встановивши високі стандарти якості, гігієни, пакування та транспорту. Також вбачав введення самообслуговування у продовольчих магазинах, тим самим зменшуючи торгові площі «Marks & Spencer», а відповідно, зменшуючи час очікування у чергах[72][73]. Завдяки цій роботі він отримав почесне звання Офіцера Ордену Британської Імперії.
- Петро Коломієць — український бібліотекознавець.
- Борис Левченко — український археолог, заслужений працівник культури УРСР, директор Музею історії Богуславщини.
- Ігор Лікарчук — український освітній діяч, колишній директор Українського центру оцінювання якості освіти.
- Володимир Матвієнко — український економіко-географ, кандидат географічних наук, доцент Київського національного університету ім. Т. Г. Шевченка.
- Андрій Нікітін — український науковець-кібернетик, інформатик, фахівець з програмного забезпечення, доктор технічних наук.
- Михайло Феллер — доктор фізико-математичних наук, професор, спеціаліст з математичного аналізу[74].
- Світлана Цимбалюк — доктор економічних наук, професор, декан факультету управління персоналом, соціології та психології Київського національного економічного університету імені В. Гетьмана.

### Богуславські старости
- Себастьян Собеський (бл. 1552—1614) — староста росицький, молодший брат Марека[75].
- Зигмунт Денгофф — сокальський, богуславський, звенигородський староста[76].
- Станіслав Кароль Яблоновський (пом. 1702)[77].

### Почесні громадяни міста Богуслав
- Лемпа Анатолій Іванович — вчитель Богуславської спеціалізованої ЗОШ № 1. Почесне звання присвоєно 26 листопада 2018 року рішенням 51-ї сесії Богуславської міської ради VII скликання.

## Галерея

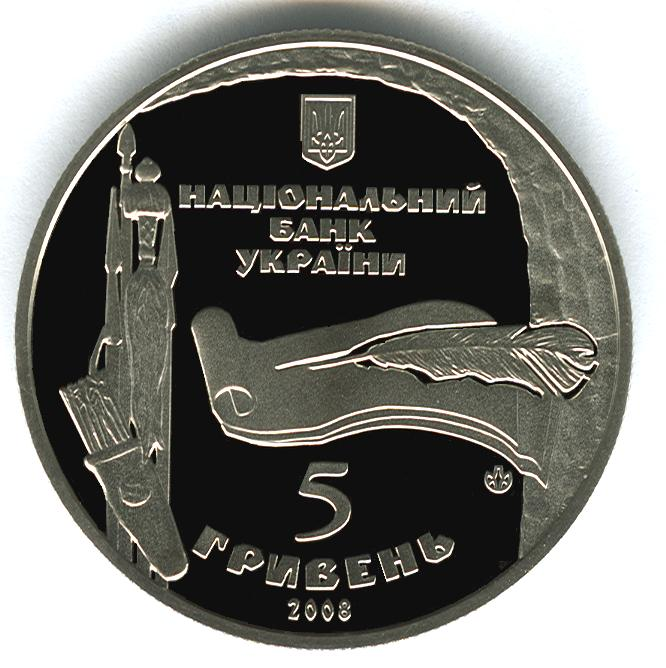
Ювілейна монета НБУ до 975-ліття від дня заснування міста (аверс)
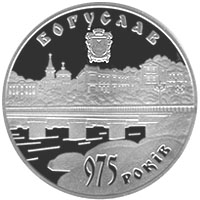
Ювілейна монета НБУ до 975-ліття від дня заснування міста (реверс)
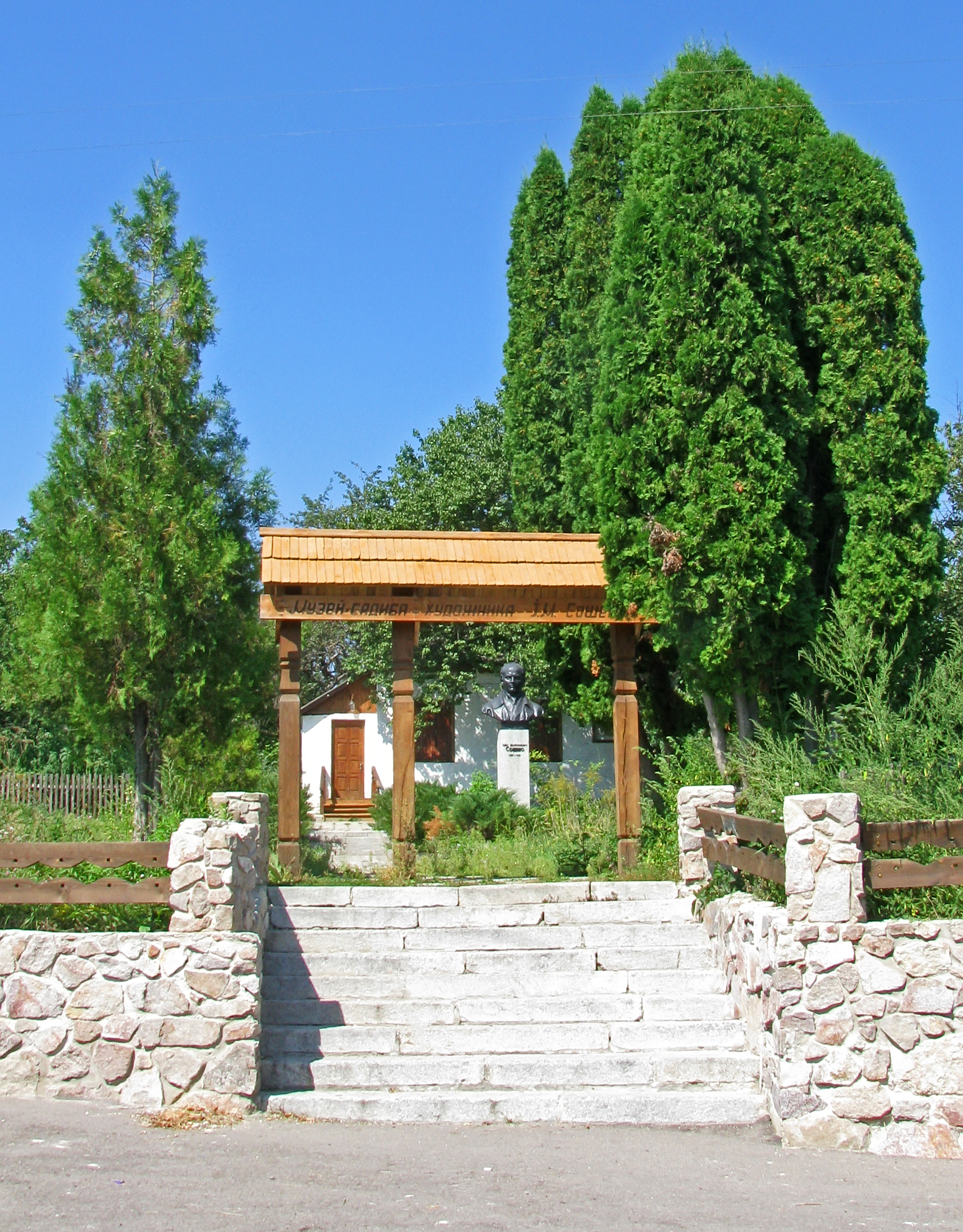
Музей-садиба І. М. Сошенка
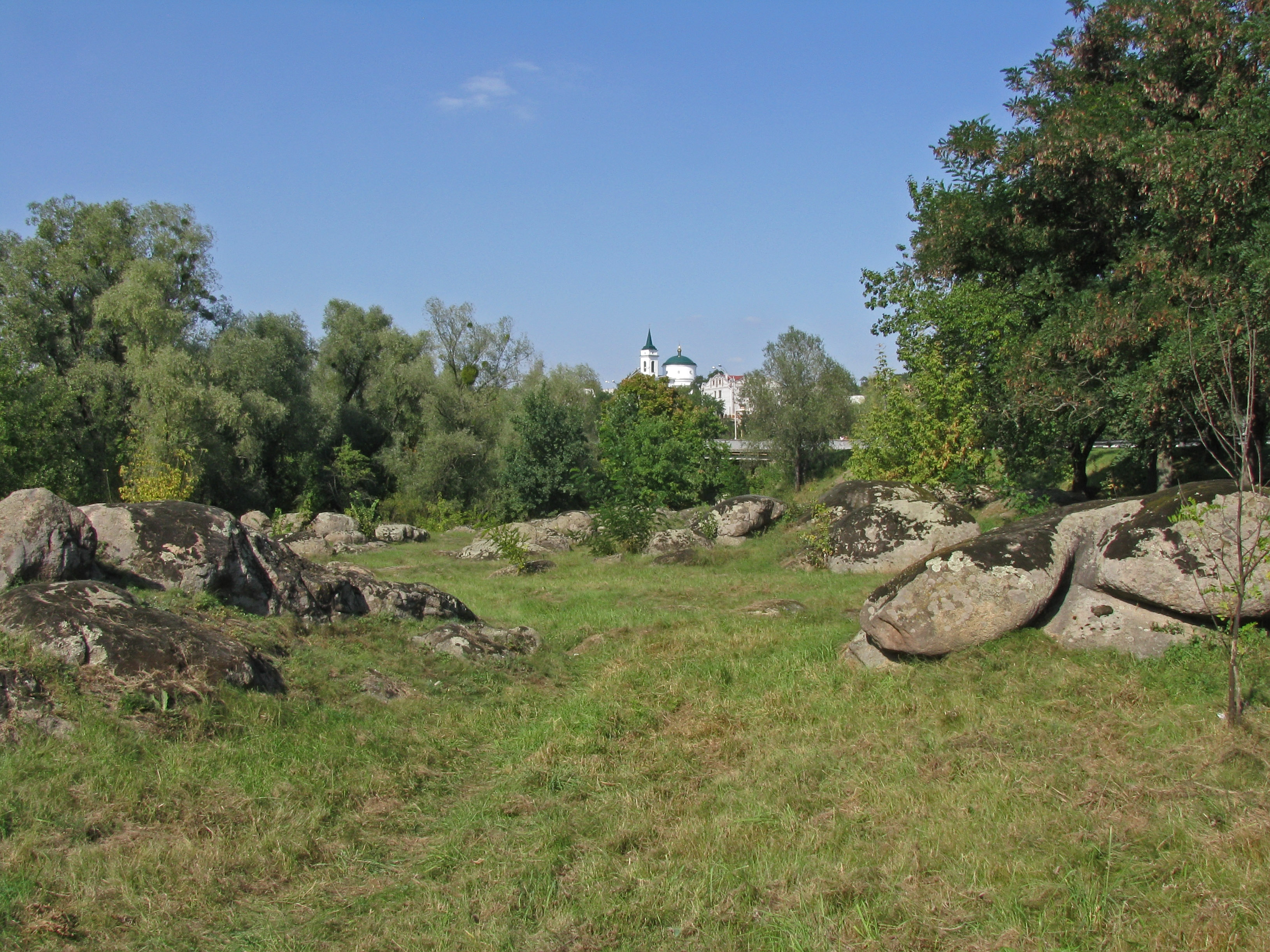
Регіональний ландшафтний парк «Богуславль»
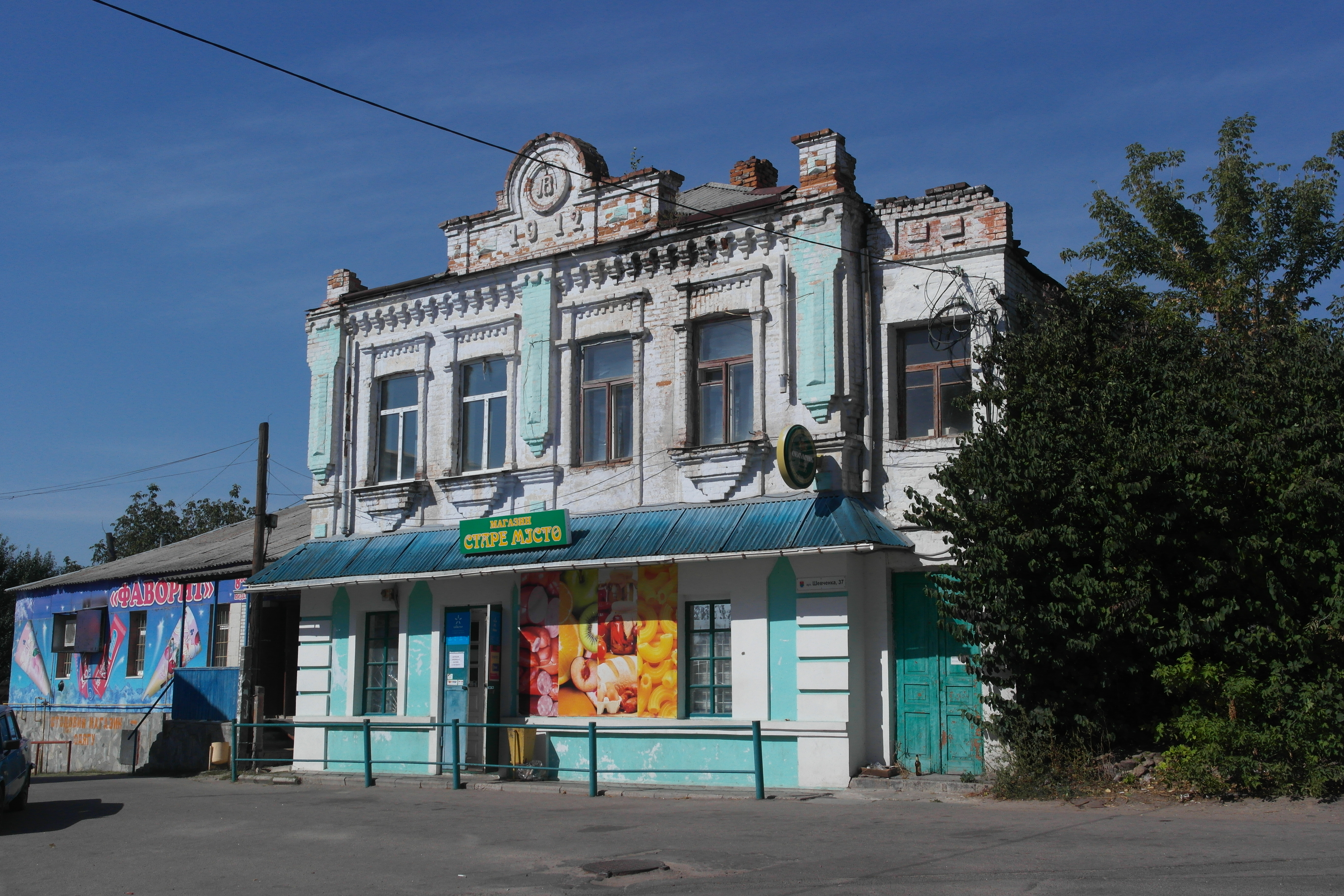
Будинок (вул. Шевченка, 37)
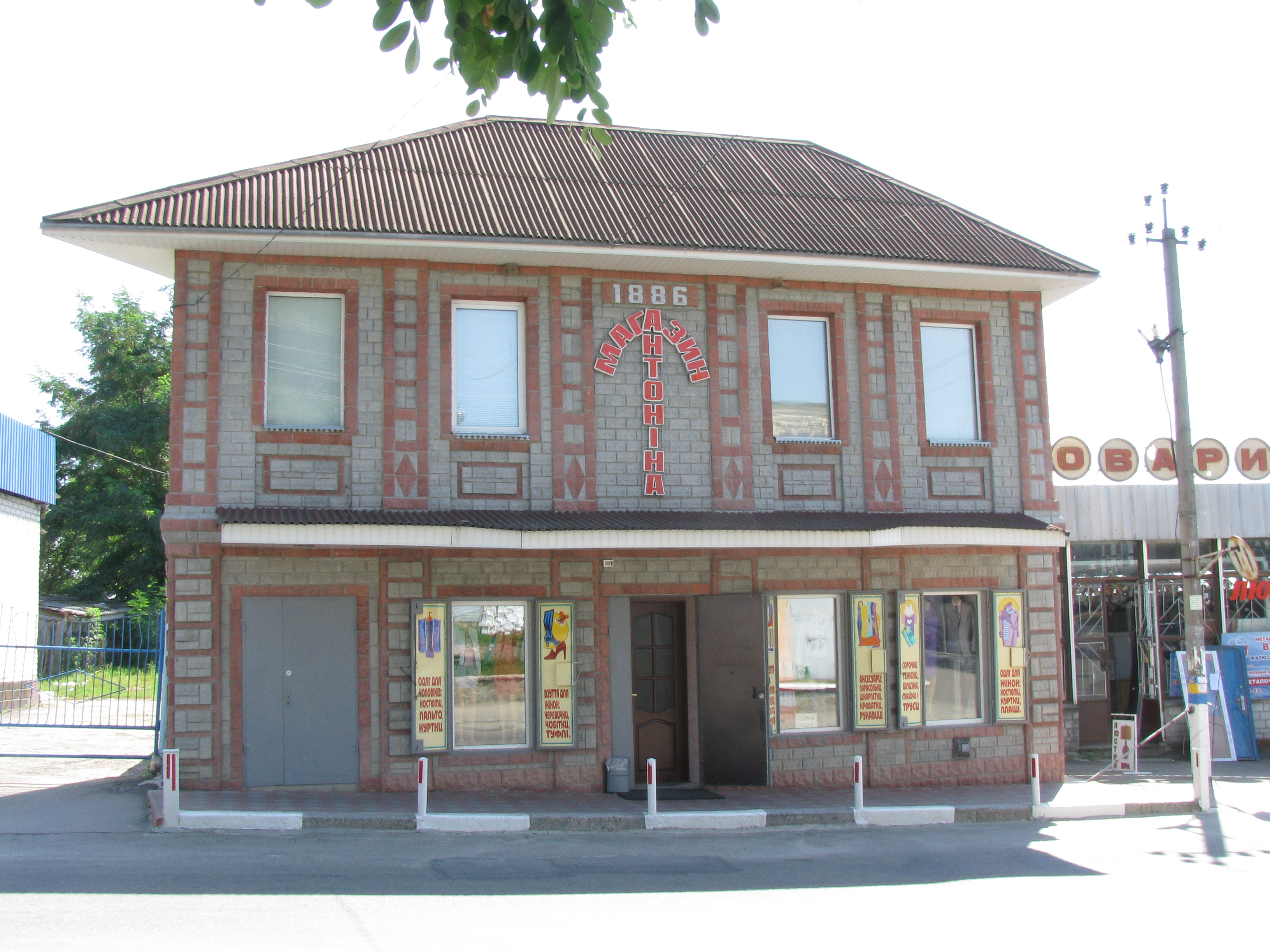
Будинок (вул. Шевченка, 24)
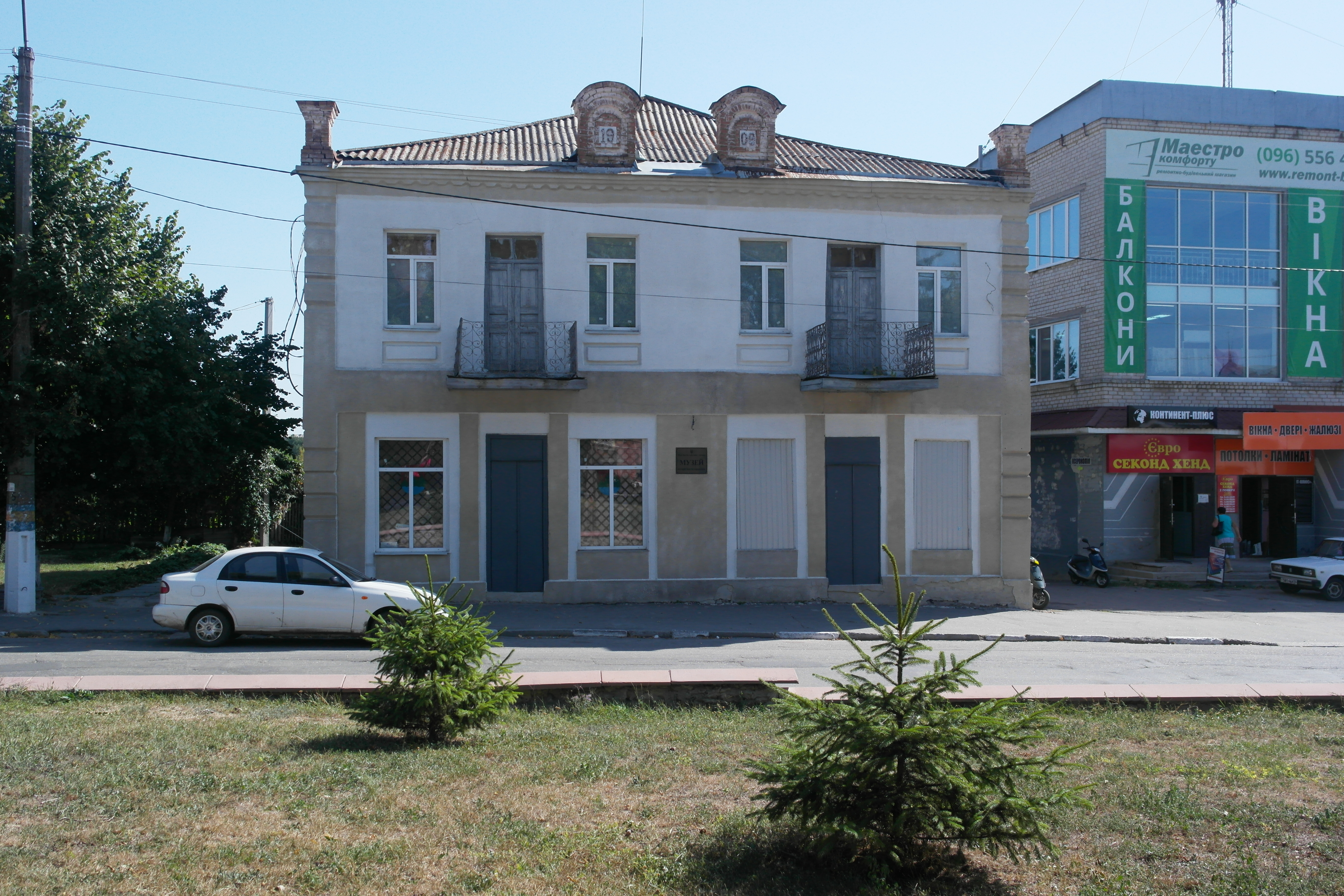
Будівля музею історії Богуславщини (вул. Шевченка, 36)
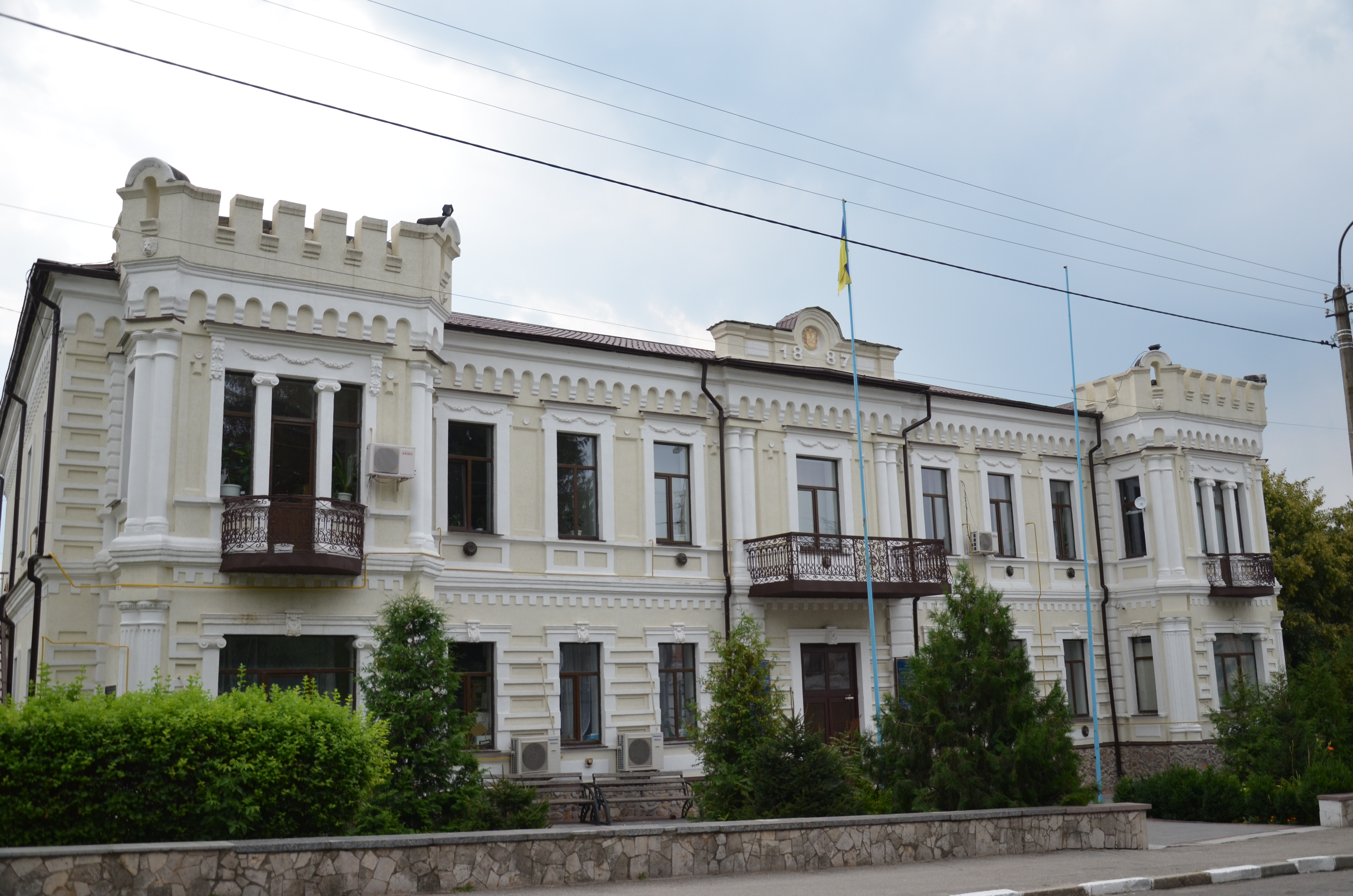
Колишній будинок купця Покраса (вул. Шевченка, 40; тепер — Богуславська міська рада)
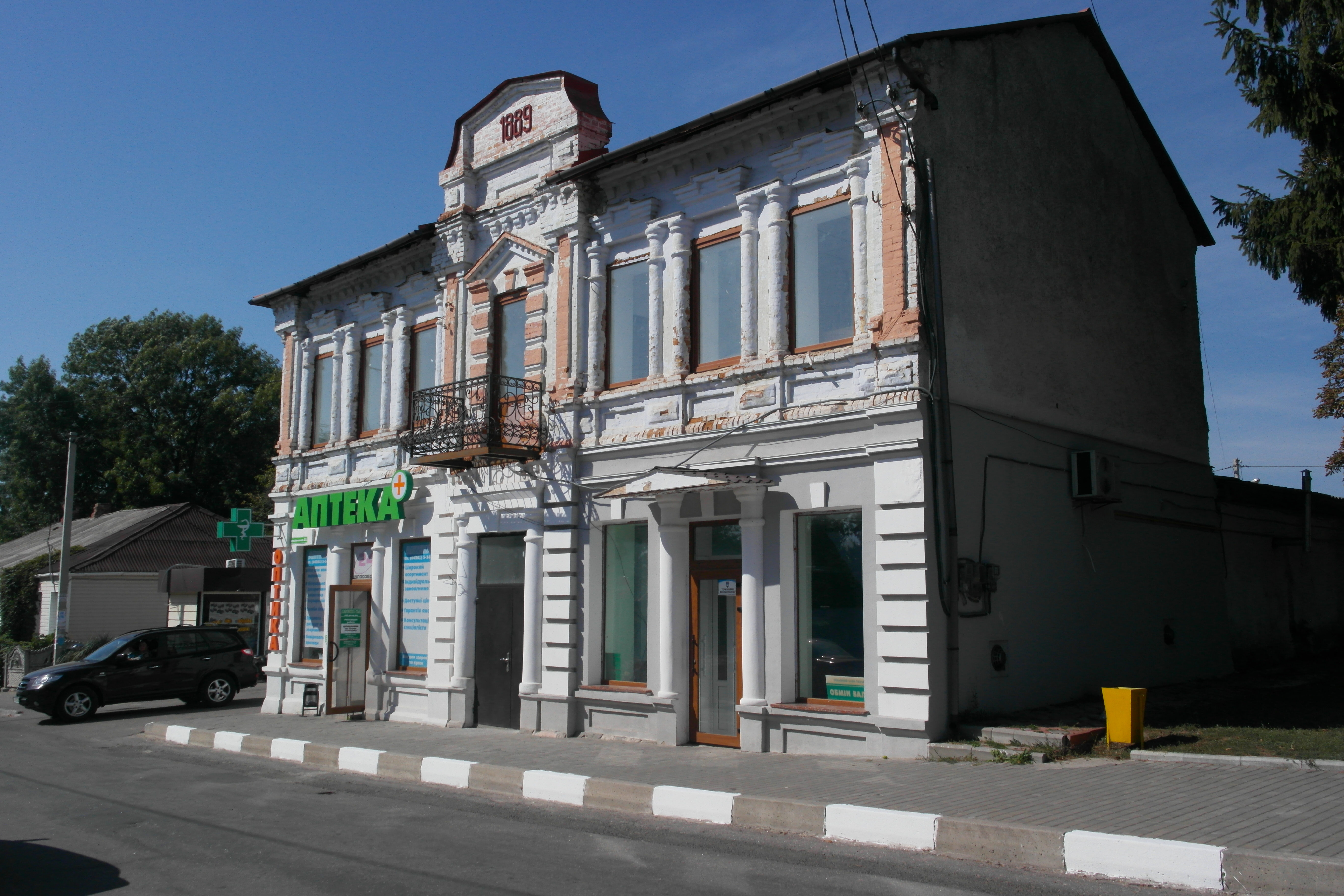
Будинок (вул. Шевченка, 31)
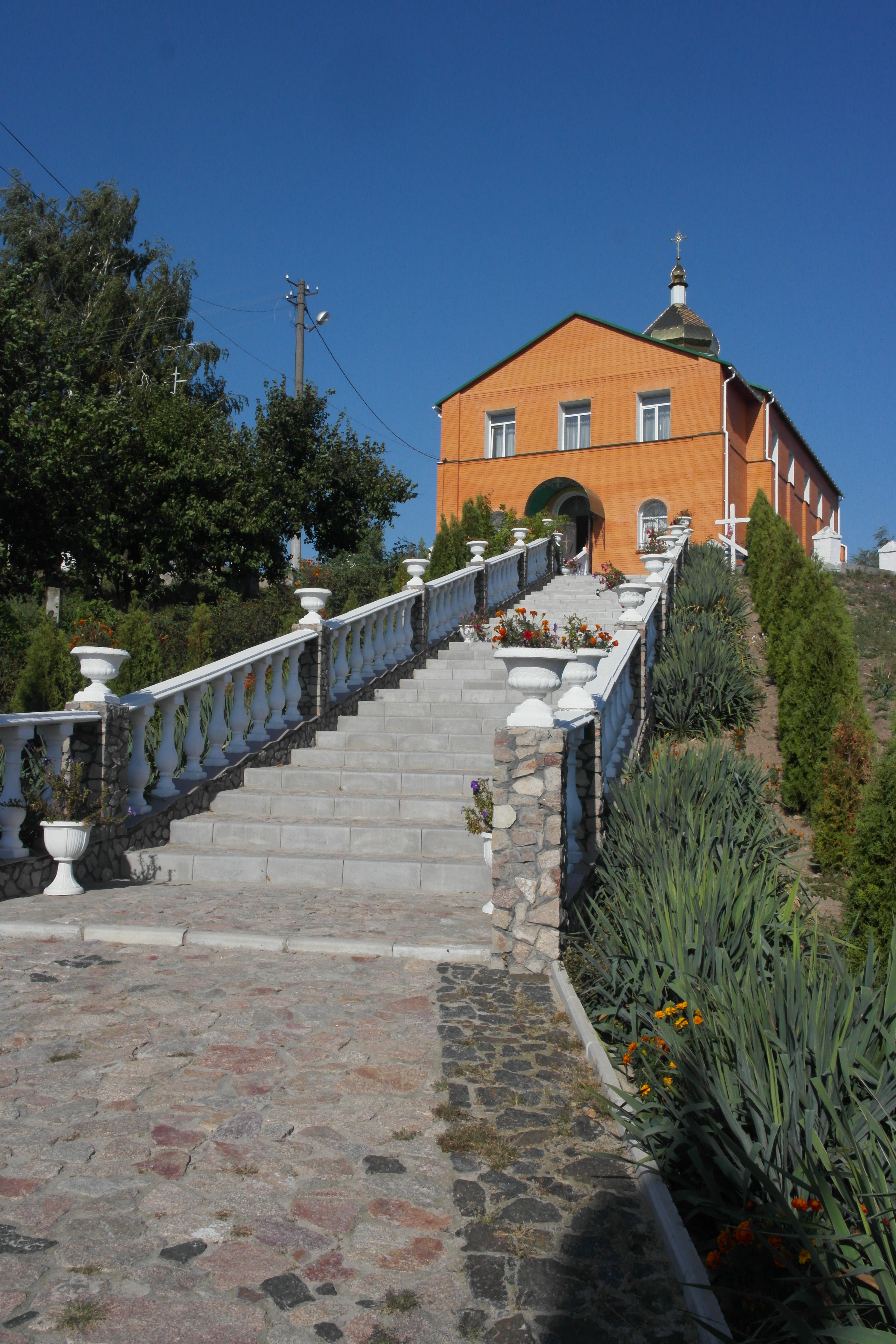
Свято-Миколаївський чоловічий монастир (вул. Озерна, 35)
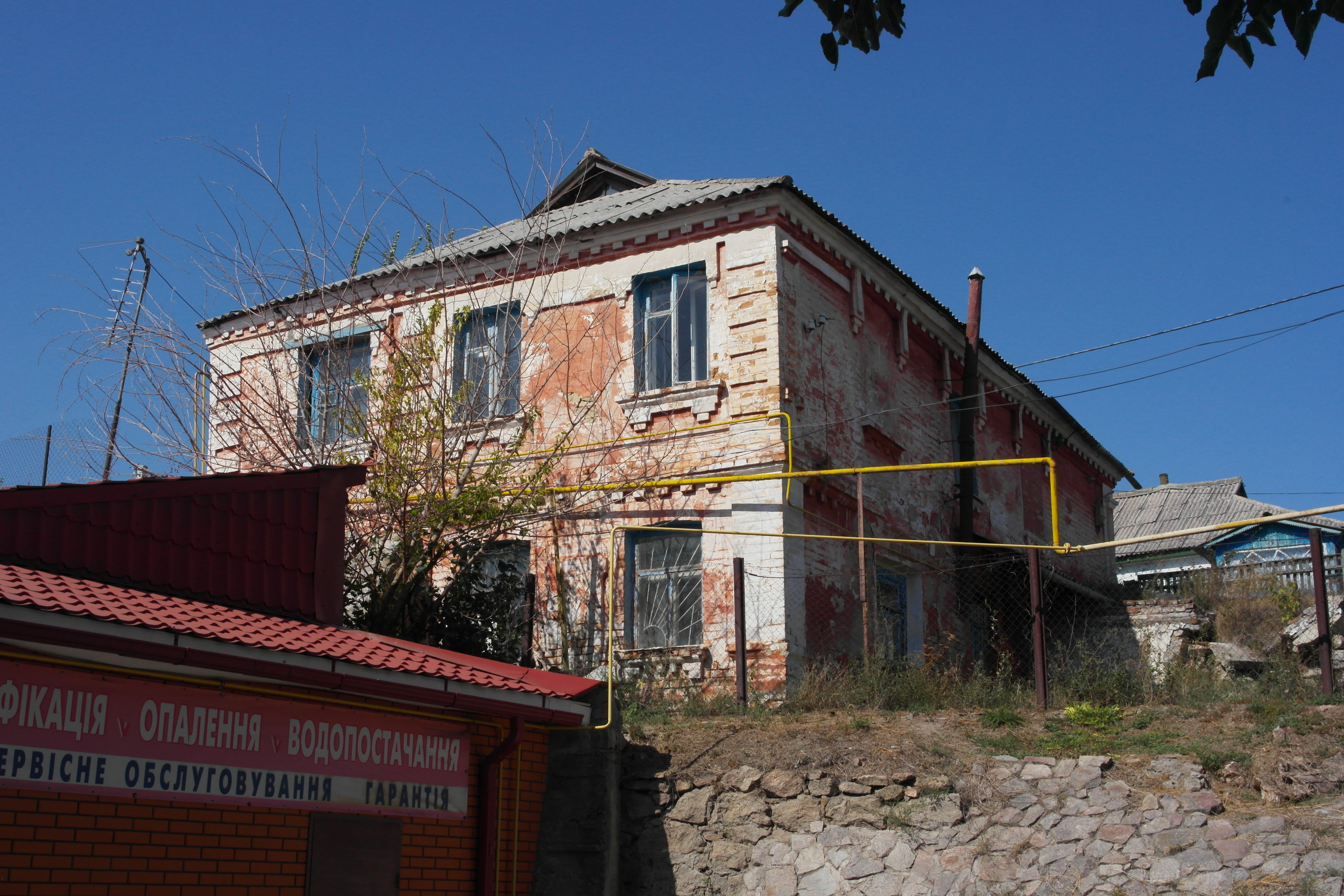
Житловий будинок (вул. Шевченка, 13)
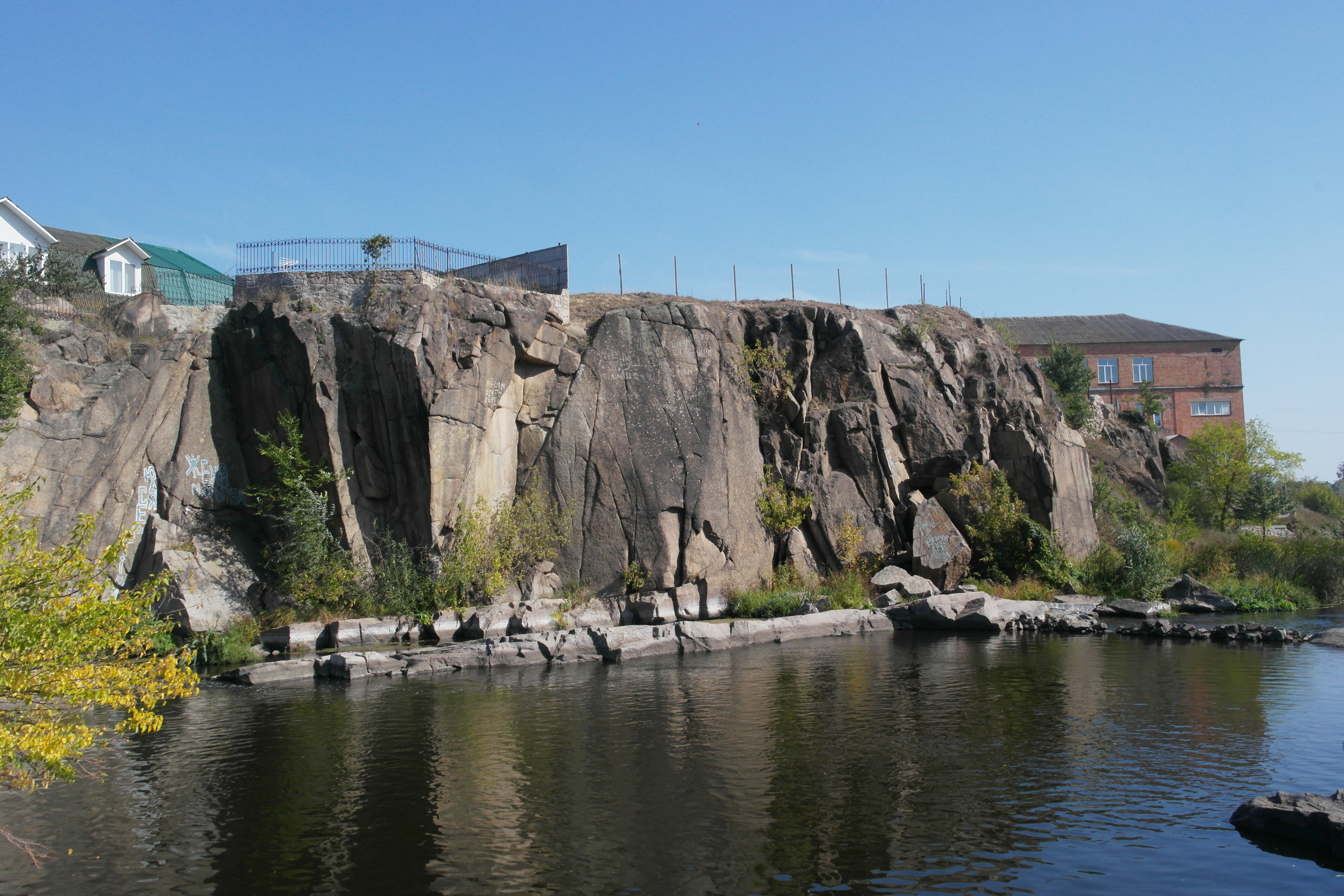
Відслонення богуславських гранітів
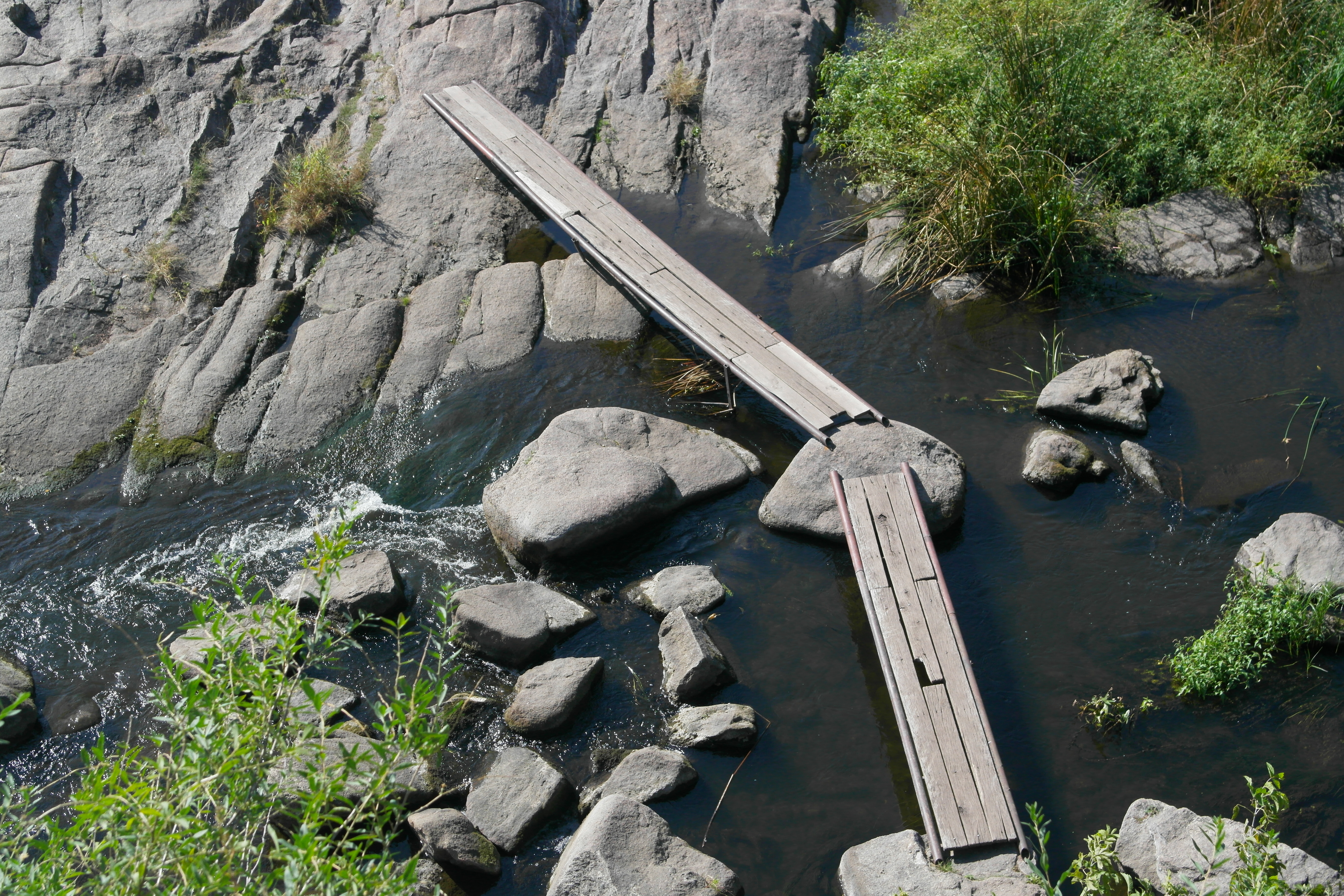
Відслонення богуславських гранітів